# Real Madrid CF
Real Madrid Club de Fútbol (phát âm tiếng Tây Ban Nha: [reˈal maˈðɾið ˈkluβ ðe ˈfuðβol] ⓘ), thường được gọi là Real Madrid hay đơn giản là Real,  là một câu lạc bộ bóng đá chuyên nghiệp của Tây Ban Nha có trụ sở tại Madrid. Câu lạc bộ thi đấu ở La Liga, hạng đấu cao nhất của bóng đá Tây Ban Nha.
Được thành lập vào ngày 6 tháng 3 năm 1902 với tên gọi Câu lạc bộ bóng đá Madrid, câu lạc bộ có truyền thống mặc bộ trang phục sân nhà màu trắng kể từ khi thành lập. Tước hiệu real trong tiếng Tây Ban Nha có nghĩa là "hoàng gia" được vua Alfonso XIII phong tặng cho câu lạc bộ vào năm 1920 cùng với vương miện hoàng gia trên huy hiệu. Câu lạc bộ thi đấu những trận đấu trên sân nhà tại Sân vận động Santiago Bernabéu có sức chứa 78.297 chỗ ngồi ở trung tâm thành phố Madrid kể từ năm 1947. Không giống như hầu hết các câu lạc bộ thể thao châu Âu khác, các thành viên của Real Madrid (socios) đã sở hữu và điều hành câu lạc bộ trong suốt quá trình hình thành và phát triển.
Câu lạc bộ ước tính có trị giá 3,8 tỷ euro (4,2 tỷ đô la) vào năm 2019 và là câu lạc bộ bóng đá có thu nhập cao thứ hai trên thế giới, với doanh thu hàng năm 757,3 triệu euro vào năm 2019. Câu lạc bộ là một trong những đội bóng được hâm mộ nhất trên thế giới. Real Madrid là một trong ba thành viên sáng lập La Liga chưa bao giờ bị xuống hạng kể từ khi thành lập vào năm 1929, cùng với Athletic Bilbao và Barcelona. Câu lạc bộ có nhiều kình địch lâu đời, đáng chú ý nhất là El Clásico với Barcelona và El Derbi Madrileño với Atlético Madrid.
Real Madrid khẳng định mình là một thế lực lớn của bóng đá Tây Ban Nha và châu Âu trong suốt những năm 1950, giành được 5 Cúp C1 liên tiếp và 7 lần lọt vào trận chung kết. Thành công này được nhân rộng ở giải đấu mà câu lạc bộ đã vô địch năm lần trong khoảng thời gian bảy năm. Đội hình này, bao gồm Alfredo Di Stéfano, Ferenc Puskás, Francisco Gento và Raymond Kopa, được xem là đội hình vĩ đại nhất mọi thời đại.
Ở đấu trường quốc nội, câu lạc bộ đã giành được 71 danh hiệu; kỷ lục 36 danh hiệu La Liga, 20 Copa del Rey, 13 Supercopa de España, một Copa Eva Duarte và một Copa de la Liga. Trong các giải đấu châu Âu và thế giới, Real Madrid đã giành được 34 danh hiệu; kỷ lục 15 danh hiệu Cúp C1 châu Âu/UEFA Champions League, 2 Cúp UEFA, 6 Siêu cúp UEFA, kỷ lục hai Latin Cup, một kỷ lục Iberoamerican Cup họ cũng giành được kỷ lục 8 chức vô địch thế giới cấp câu lạc bộ.
Real Madrid được công nhận là Câu lạc bộ xuất sắc nhất thế kỷ 20 của FIFA vào ngày 11 tháng 12 năm 2000 với 42,35% phiếu bầu, và nhận được Kỉ niệm chương FIFA vào ngày 20 tháng 5 năm 2004. Câu lạc bộ cũng được IFFHS trao giải Câu lạc bộ châu Âu xuất sắc nhất thế kỷ 20 vào ngày 11 tháng 5 năm 2010. Tính đến  tháng 7 năm 2024, Real Madrid xếp thứ 2 trong bảng xếp hạng câu lạc bộ của UEFA và xếp thứ nhất trong tổng giai đoạn 10 năm qua (2013–2023).

## Lịch sử

### Những năm đầu tiên (1897–1945)

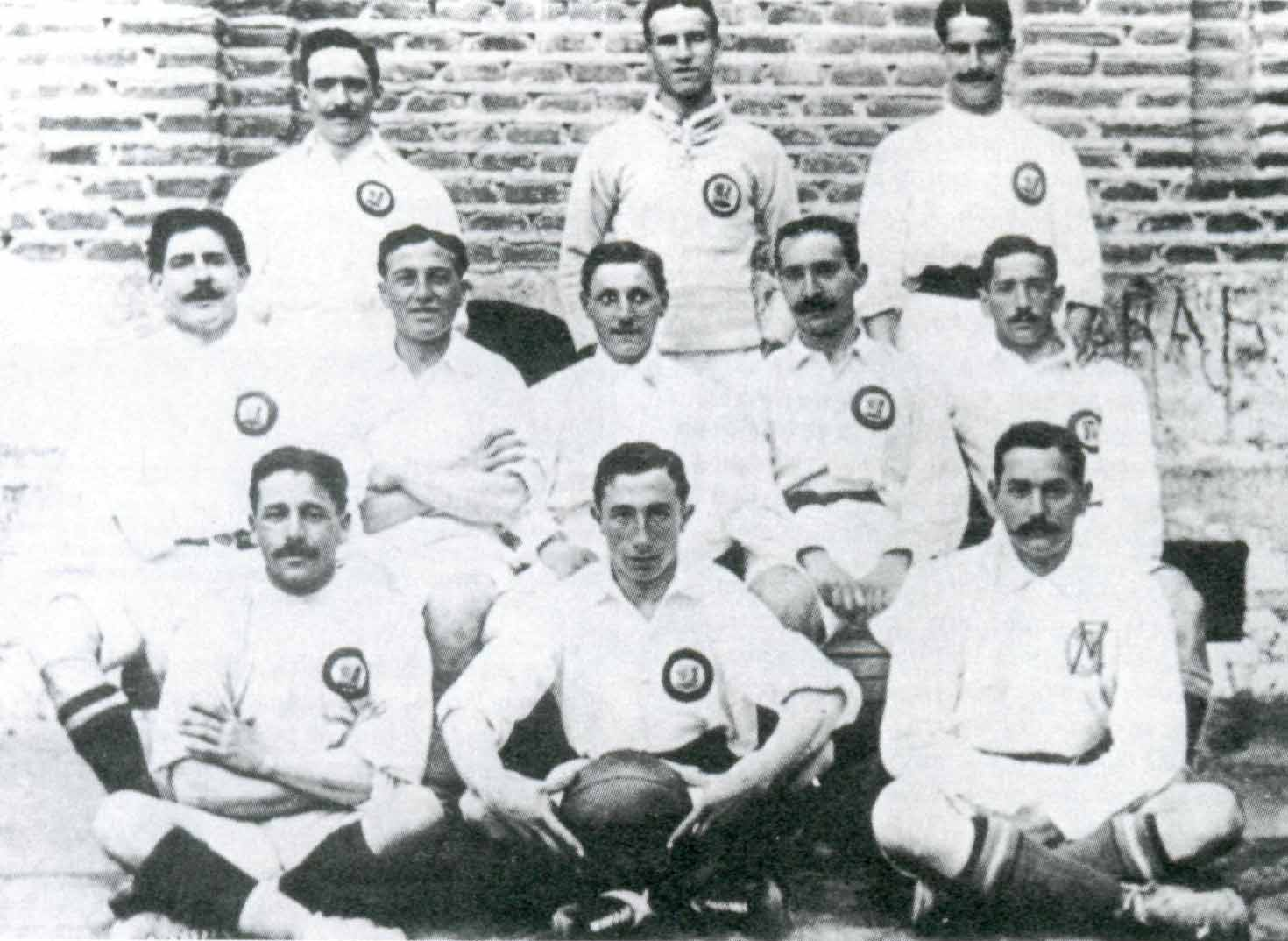
Đội hình Real Madrid năm 1905

Khởi đầu của Real Madrid được bắt đầu khi bóng đá được mang tới thành phố Madrid bởi những giảng viên và sinh viên của Học viện Tự do, trong đó có nhiều người đến từ Cambridge và Oxford. Họ thành lập Câu lạc bộ Bóng đá Sky vào năm 1897, thi đấu vào những buổi sáng Chủ nhật tại Moncloa. Câu lạc bộ tách ra làm hai vào năm 1900: Câu lạc bộ bóng đá Madrid mới và Club Español de Madrid. Vào ngày 6 tháng 3 năm 1902, sau khi hội đồng mới đứng đầu là Juan Padrós được bầu ra, Câu lạc bộ Bóng đá thành Madrid được chính thức thành lập. Ba năm sau, vào năm 1905, Madrid FC giành được danh hiệu đầu tiên khi đánh bại Athletic Bilbao trong trận chung kết Cúp Nhà vua Tây Ban Nha. Câu lạc bộ trở thành một trong những thành viên đầu tiên của Liên đoàn bóng đá Hoàng gia Tây Ban Nha vào ngày 4 tháng 1 năm 1909, khi chủ tịch câu lạc bộ Adolfo Meléndez ký thỏa thuận thành lập Hiệp hội Bóng đá Tây Ban Nha. Đội bóng bắt đầu chuyển sang sử dụng sân Campo de O'Donnell vào năm 1912. Năm 1920, câu lạc bộ đổi tên thành Real Madrid sau khi được Vua Alfonso XIII đứng ra bảo hộ và phong tước vị "Hoàng gia".

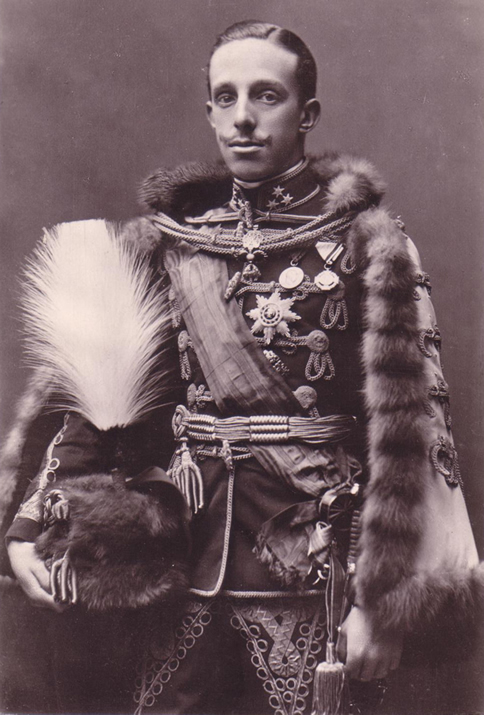
Vua Alfonso XIII.

Năm 1929, Giải Vô địch Quốc gia Tây Ban Nha được thành lập. Real Madrid dẫn đầu mùa giải đầu tiên cho tới trận đấu cuối cùng, thất bại trước Athletic Bilbao khiến đội chỉ xếp ở vị trí thứ 2 sau Barcelona. Đội bóng giành được chức Vô địch Quốc gia vào mùa giải 1931–1932 và trở thành đội đầu tiên bảo vệ thành công chức vô địch ở mùa giải tiếp theo.
Ngày 14 tháng 4 năm 1938, đội bóng mất danh xưng Real và dùng lại tên Madrid CF vì sự ra đời của nền Cộng hòa ở Tây Ban Nha. Bóng đá được vẫn được diễn ra trong Thế Chiến 2 vào ngày 13 tháng 6 năm 1943, Madrid đè bẹp Barcelona 11–1 trong trận lượt về bán kết Cúp Nhà vua Tây Ban Nha. Có người cho rằng những cầu thủ đã bị đe dọa bởi chính quyền, như việc Bộ trưởng Bộ Quốc phòng đã "khẳng định với đội bóng rằng một vài người trong số họ còn chơi bóng chẳng qua là nhờ sự rộng lượng của chế độ này cho phép họ có mặt tại đất nước."(tr26). Chủ tịch Barcelona, Enric Piñeyro, đã bị hành hung bởi các cổ động viên Madrid.(tr284)

### Santiago Bernabéu Yeste và thành công ở châu Âu (1945–1978)

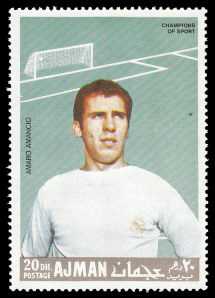
Amancio Amaro, đội trưởng của Yé-yé.

Santiago Bernabéu Yeste trở thành chủ tịch Real Madrid năm 1945. Dưới thời ông, câu lạc bộ, sân nhà Santiago Bernabéu và sân tập Ciudad Deportiva được tu sửa lại sau khi bị hư hại trong cuộc nội chiến. Từ năm 1953, ông đưa về Madrid một loạt các cầu thủ ngoại đẳng cấp thế giới mà tiêu biểu nhất chính là Alfredo Di Stéfano.
Năm 1955, dựa trên ý tưởng của tổng biên tập tờ báo thể thao Pháp L'Équipe Gabriel Hanot, Bernabéu, Bedrignan và Gusztáv Sebes khởi xướng một giải đấu thường niên kêu gọi tất cả các đội bóng châu Âu tham dự, giải đấu mà ngày nay được biết đến dưới tên UEFA Champions League. Dưới thời Bernabéu, Real Madrid trở thành một thế lực hùng mạnh của cả bóng đá Tây Ban Nha nói riêng và châu Âu nói chung. Đội bóng đoạt năm Cúp châu Âu từ năm 1956 đến năm 1960, trong đó có chiến thắng 7-3 trước Eintracht Frankfurt trong trận chung kết Cúp châu Âu mùa 1959-1960 trên sân Hampden Park. Sau năm thành công liên tiếp, Real được phép giữ phiên bản thật của chiếc Cup, và có quyền in Huy chương Danh dự của UEFA lên áo thi đấu. Real Madrid dành chiếc cup thứ sáu mùa 1965-1966 khi đánh bại FK Partizan 2–1 trong trận chung kết với một đội hình mà tất cả các cầu thủ đều có cùng quốc tịch. Đội hình ấy được gọi là Yé-yé. Cái tên "Ye-yé" xuất phát từ đoạn điệp khúc "Yeah, yeah, yeah" trong bài hát "She Loves You" của The Beatles sau khi bốn thành viên của đội chụp hình cho tờ Marca với những bộ tóc giả trên đầu. Thế hệ Ye-yé cũng là Á quân các kì Cúp châu Âu 1962 và 1964.
Vào những năm 1970, Real Madrid dành thêm 5 danh hiệu La Liga và 3 Cúp nhà Vua. Đội bóng lọt vào trận chung kết European Cup Winners' Cup lần đầu tiên vào năm 1971 và thất bại trước đội bóng Anh là Chelsea với tỉ số 1-2. Ngày 2 tháng 7 năm 1978, chủ tịch câu lạc bộ Santiago Bernabéu qua đời khi World Cup đang được tổ chức tại Argentina. Liên đoàn bóng đá thế giới FIFA quyết định để tang ba ngày trong thời gian diễn ra giải đấu để vinh danh ông. Mùa giải sau đó, câu lạc bộ tổ chức Cúp Santiago Bernabéu đầu tiên để tưởng nhớ vị cố chủ tịch.

### Kỷ nguyên De Carlos (1978–1985)
Sau một thời gian ngắn làm chủ tịch tạm thời, Raimundo Saporta, giám đốc đội bóng rổ, đã kêu gọi bầu cử. Thủ quỹ của câu lạc bộ, Luis de Carlos, đã từ chức để tranh cử chức chủ tịch. Ngày 26 tháng 7 năm 1978 là hạn chót cho các ứng cử viên nộp đơn để tranh cử. De Carlos đã nộp 3.352 tài liệu xác nhận việc ứng cử của ông ấy, trong khi những người còn lại - bác sĩ phụ khoa Campos Gil và người bán hoa José Daguerre - không đạt được số lượng tối thiểu cần thiết trong thời gian. Điều này đã khiến cuộc bầu cử bị đình trệ và Luis de Carlos được tuyên bố là chủ tịch của Real Madrid.
Vào ngày 4 tháng 6 năm 1980, Sân vận động Santiago Bernabéu đã tổ chức trận chung kết Copa del Rey giữa Real Madrid và Real Madrid Castilla, đội thứ hai của câu lạc bộ được thành lập ban đầu vào ngày 21 tháng 7 năm 1972. Castilla đánh bại bốn đội hạng Nhất - Hércules, Athletic Bilbao, Real Sociedad và Sporting de Gijón - để vào chung kết. Real Madrid đã đánh bại Castilla, được huấn luyện bởi Juanjo với tỷ số 6–1.
Cuối năm đó, tạp chí France Football đã vinh danh Real Madrid là "Đội bóng châu Âu xuất sắc nhất" năm 1980. Ban giám khảo đã tính đến hai danh hiệu quốc gia mà đội giành được năm đó - La Liga và Copa del Rey - và thực tế là họ đã vào đến bán kết Cúp châu Âu mùa đó.
Bất chấp những thành công của năm trước, mùa giải 1980–81 đã có một kết thúc khó khăn cho Madrid. Vào ngày 26 tháng 4 năm 1981, họ mất chức vô địch ở Valladolid. Real Sociedad, đội đã hòa 2–2 trước Sporting de Gijón vào phút cuối tại El Molinón, đã giành được danh hiệu. Chỉ một tháng sau, trong Chung kết Cúp C1 châu Âu 1981 vào ngày 27 tháng 5, bàn thắng của Alan Kennedy đã mang lại cho Liverpool danh hiệu Cúp châu Âu trước Madrid.
Với cuộc bầu cử tổng thống đang diễn ra, ứng cử viên Luis de Carlos đã giới thiệu Alfredo Di Stéfano và Amancio Amaro lần lượt là huấn luyện viên của đội một và Castilla, lần lượt vào ngày 19 tháng 5 năm 1982. Di Stéfano, ban đầu rời Madrid năm 1964 chỉ để trở lại 18 năm sau đó. Trong cuộc bầu chọn, de Carlos đã đánh bại Ramón Mendoza trong cuộc bầu chọn và Di Stéfano, người đã ký hợp đồng trong hai năm, đã giành được danh hiệu á quân trong năm đầu tiên làm huấn luyện viên của Madrid.
Sau khi mùa 1983–84 kết thúc, Di Stéfano một lần nữa nói lời chia tay với Real Madrid. Hợp đồng của ông kết thúc vào ngày 30 tháng 6 năm 1984 và Luis de Carlos quyết định không tái ký hợp đồng do không đạt được thành công với đội bóng.
Vào ngày 12 tháng 12 năm 1984, Emilio Butragueño trở thành một cái tên nổi tiếng ở châu Âu với màn trình diễn khó quên trước Anderlecht tại Bernabéu. Đội bóng Bỉ đã giành chiến thắng 3–0 trận lượt đi tại Brussels, tràn đầy hy vọng bước vào trận lượt về, nhưng Butragueño đã dập tắt hy vọng của họ với ba bàn thắng và Real Madrid đã giành chiến thắng thuyết phục 6–1 để lội ngược dòng thành công.
Real Madrid đã liên tiếp giành được hai danh hiệu UEFA Cup đầu tiên — chức vô địch thứ nhất năm 1985 trước Videoton của Hungary (3–0 tại Sóstói Stadion và 0–1 tại Chamartín) và thứ hai trước FC Köln năm 1986 (5–1 tại Bernabéu và thua 2–0 tại Olympiastadion ở Berlin).

### La Quinta del Buitrevà Cúp châu Âu thứ 7 (1985–2000)

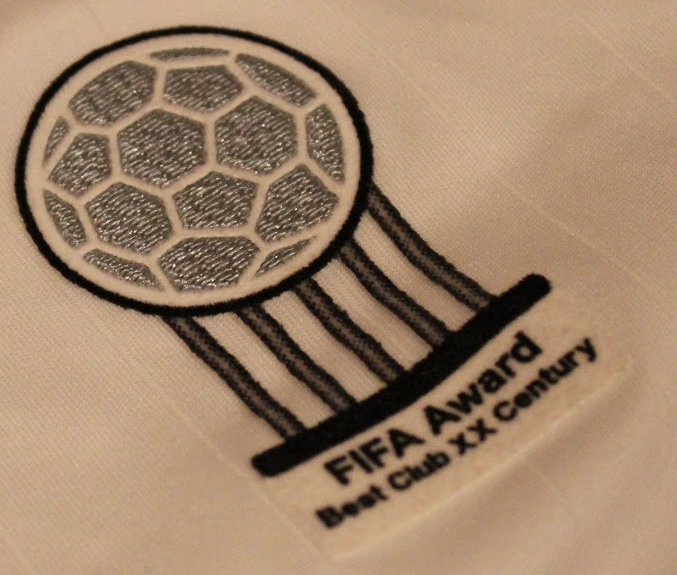
Logo CLB xuất sắc nhất XX.

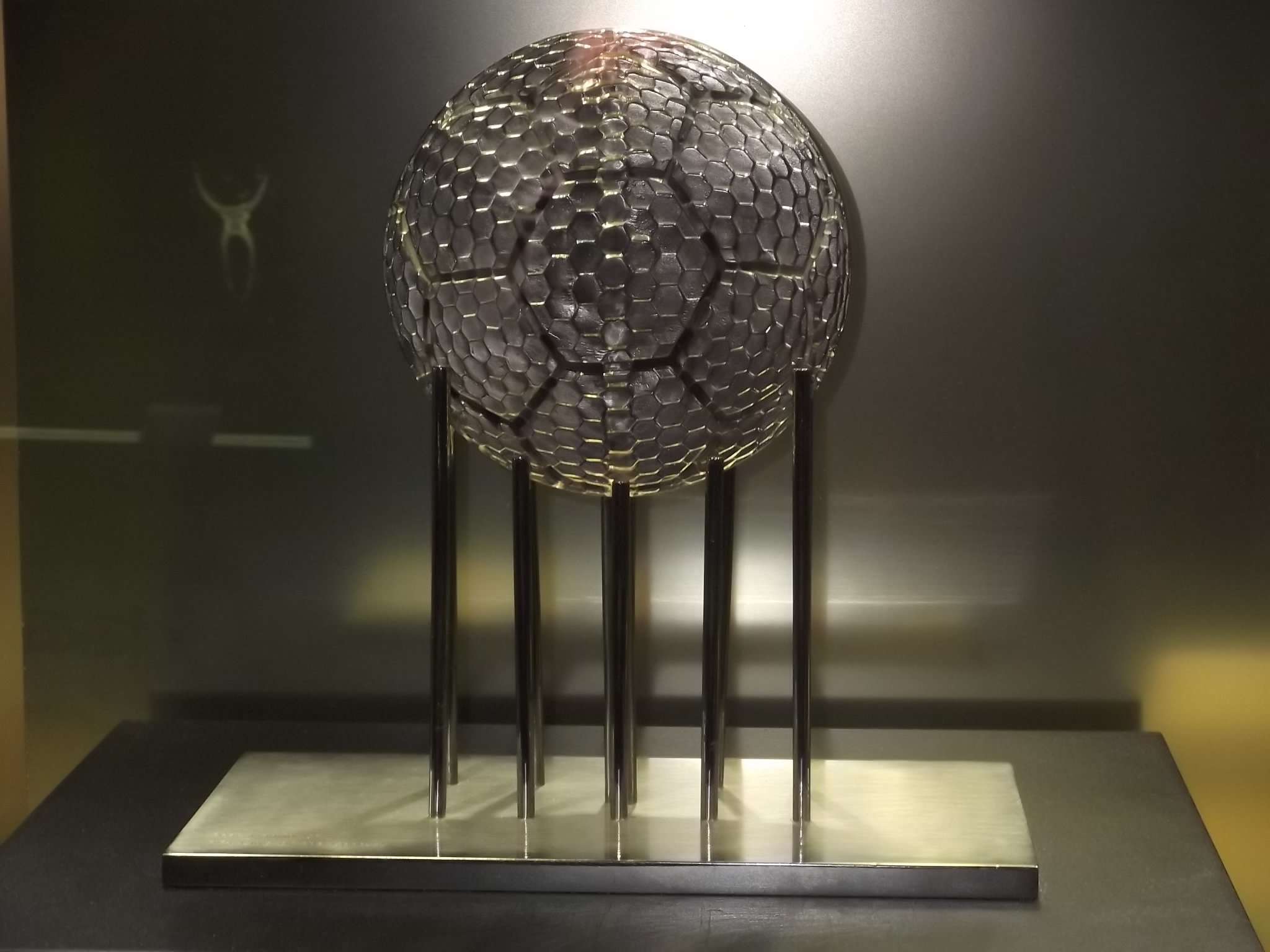
Danh hiệu CLB xuất sắc nhất XX.

Đầu những năm 1980, Real Madrid mất đi vị thế của mình ở La Liga cho đến khi một nhóm những ngôi sao "cây nhà lá vườn" mang thành công ở đấu trường quốc nội tới câu lạc bộ. Phóng viên thể thao người Tây Ban Nha Julio César Iglesias đặt cho thế hệ cầu thủ ấy cái tên La Quinta del Buitre (Tạm dịch là "Năm con Kền kền") được bắt nguồn từ biệt danh của cầu thủ nổi tiếng nhất đội, Emilio Butragueño. Bốn người còn lại là Manuel Sanchís, Martín Vázquez, Míchel và Miguel Pardeza. Với La Quinta del Buitre (chỉ còn bốn thành viên sau khi Pardeza chuyển tới Zaragoza năm 1986) cùng những trụ cột như thủ môn Francisco Buyo, hậu vệ phải Miguel Porlán Chendo và tiền đạo người México Hugo Sánchez, Real Madrid sở hữu một trong những đội hình xuất sắc nhất Tây Ban Nha và châu Âu suốt nửa cuối thập kỉ 80, đoạt 2 cúp UEFA, 5 chức Vô địch Tây Ban Nha liên tiếp, 1 Cúp nhà Vua và 3 Siêu cúp Tây Ban Nha. Đầu những năm 1990, La Quinta del Buitre chia rẽ sau khi Martín Vázquez, Emilio Butragueño và Míchel rời khỏi câu lạc bộ.
Năm 1996, Chủ tịch Lorenzo Sanz chỉ định Fabio Capello làm huấn luyện viên của đội. Dù nhiệm kỳ của ông chỉ kéo dài đúng một mùa, Real Madrid vẫn khẳng định được vị thế nhà vô địch. Những cầu thủ như Roberto Carlos, Predrag Mijatović, Davor Šuker và Clarence Seedorf được đưa về để củng cố đội hình vốn đã hùng mạnh với những Raúl, Fernando Hierro, Iván Zamorano, và Fernando Redondo. Kết quả, Real Madrid (với sự gia nhập của Fernando Morientes năm 1997) cuối cùng cũng kết thúc 32 năm mòn mỏi chờ đợi chiếc Cúp châu Âu thứ 7. Năm 1998, dưới sự dẫn dắt của Jupp Heynckes, đội bóng áo trắng đánh bại Juventus 1–0 trong trận chung kết nhờ bàn thắng của Predrag Mijatović để lên ngôi vô địch.
Tháng 11 năm 1999, Vicente del Bosque lên làm huấn luyện viên. Trong mùa giải cuối cùng của thế kỷ, 1999–2000, đội được dẫn dắt bởi những cựu binh như Fernando Hierro, Fernando Redondo, Roberto Carlos và Raúl González. Real cũng đã bổ sung những tài năng trẻ mới là Guti và Iker Casillas, với sự xuất hiện của Steve McManaman và Nicolas Anelka từ giải Ngoại hạng Anh, bên cạnh những tài năng bản xứ như Míchel Salgado và Iván Helguera. Trong mùa giải đầu tiên Del Bosque dẫn dắt, Real đã lần thứ tám vô địch Champions League, sau chiến thắng 3–0 trước Valencia trong trận chung kết, với các bàn thắng của Morientes, McManaman và Raúl. Chiến thắng này đánh dấu sự khởi đầu của một thời kỳ thành công trong lịch sử Real Madrid.
Tháng 12 năm 2000, Real Madrid được bầu chọn là câu lạc bộ châu Âu xuất sắc nhất thế kỉ XX với 42.35% số phiếu, vượt xa so với Manchester United chỉ với 9.69%.

### Los Galácticos(Dải ngân hà) 1.0 (2000–2006)

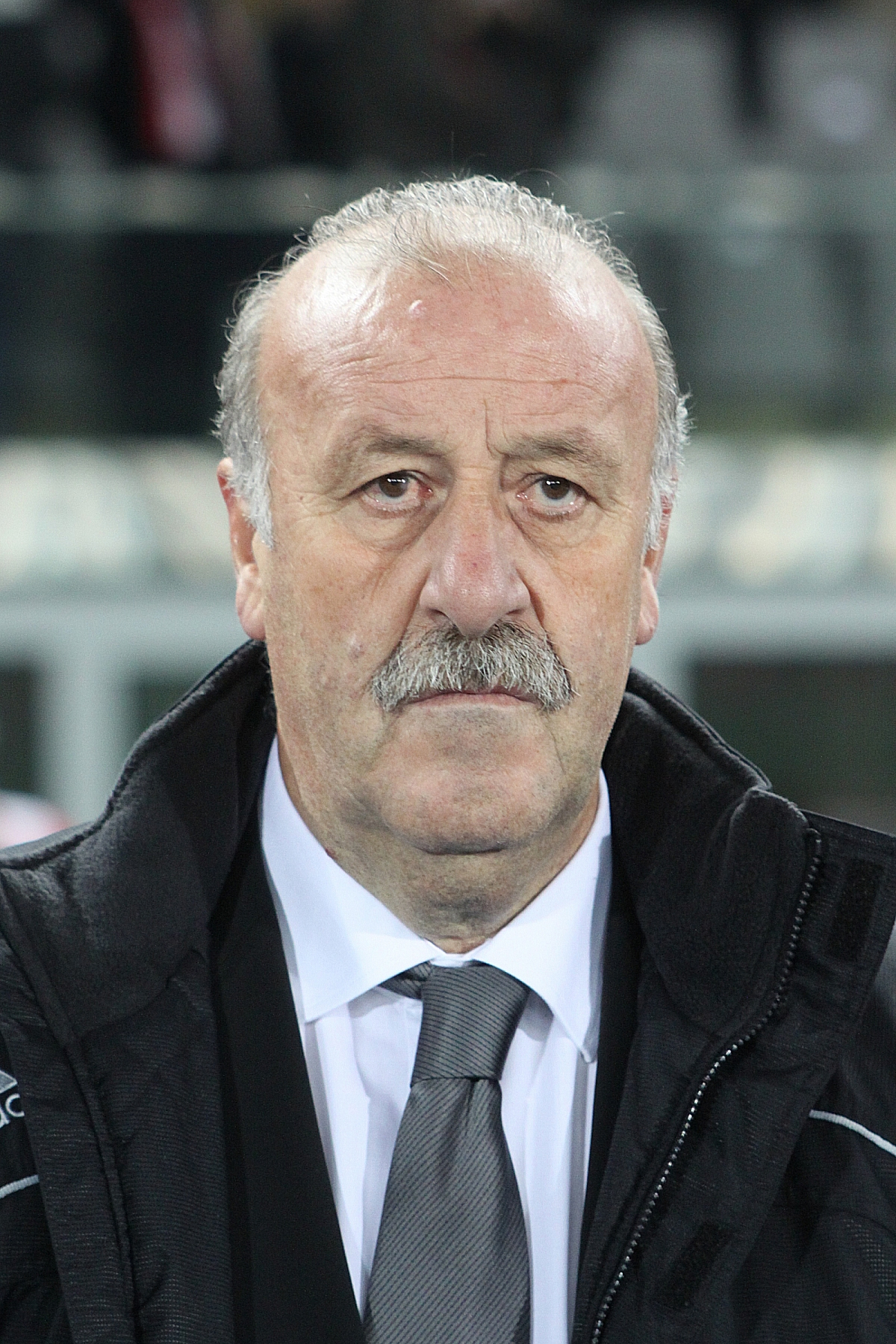
Vicente del Bosque.

Tháng 7 năm 2000, Florentino Pérez được bầu làm chủ tịch câu lạc bộ. Ông tuyên bố trong chiến dịch tranh cử của mình sẽ xóa bỏ khoản nợ 270 triệu Euro của câu lạc bộ và nâng cấp cơ sở vật chất cho đội. Dù vậy, lời hứa quan trọng nhất của ông đã thành công khi đưa về Luís Figo. Năm tiếp theo, đội bóng tái phân vùng khu tập luyện và bắt đầu tập hợp Dải ngân hà Galáctico nổi tiếng với những gương mặt lẫy lừng như Zinédine Zidane, Ronaldo, Luís Figo, Roberto Carlos, Raúl và David Beckham. Không thể phủ nhận đây là một canh bạc lớn khi đội bóng không thể giành được danh hiệu gì trong ba mùa giải sau khi dành một cúp UEFA Champions League, 1 Cúp liên lục địa năm 2002 và La Liga năm 2003.
Những ngày sau chiến thắng của đội bóng tại giải vô địch quốc gia 2003 diễn ra một loạt các cuộc tranh cãi. Đầu tiên là khi Pérez sa thải vị huấn luyện viên vừa mang vinh quang về cho đội sau khi Giám đốc Thể thao của Real khẳng định rằng del Bosque không phải người thích hợp cho công việc này; rằng họ cần một người trẻ hơn để cải tổ đội bóng. Bầu không khí căng thẳng tiếp tục khi huyền thoại đội trưởng Fernando Hierro rời bỏ câu lạc bộ sau một sự bất đồng ý kiến với ban giám đốc, theo chân là Steve McManaman.
Dù vậy, đội bóng vẫn lên đường đi thi đấu giao hữu chuẩn bị cho mùa giải sau ở châu Á và giới thiệu bản hợp đồng mới: David Beckham. Perez và ban giám đốc từ chối gia hạn hợp đồng và tăng lương Claude Makélélé. Makélélé cảm thấy thất vọng và chuyển đến Chelsea F.C. Vào những ngày cuối cùng của thị trường chuyển nhượng, Fernando Morientes ra đi theo dạng cho mượn đến Monaco. Real Madrid, với sự dẫn dắt của huấn luyện viên mới Carlos Queiroz, bắt đầu mùa giải La Liga một cách chậm chạp với chiến thắng nhọc nhằn trước Real Betis. Kết thúc mùa giải 2003-04 với 1 danh hiệu Siêu cúp Tây Ban Nha và về thứ 4 tại La Liga, ông ra đi vào cuối mùa sau 10 tháng dẫn dắt.
Mùa giải 2005-06 khởi đầu với một loạt những bản hợp đồng đầy hứa hẹn - Julio Baptista (20 triệu Euro), Robinho (30 triệu Euro) và Sergio Ramos (30 triệu Euro - Điều khoản phá vỡ hợp đồng) - nhưng vị huấn luyện viên người Brazil không thể tìm ra đội hình phù hợp. Real Madrid tiếp diễn màn trình diễn nghèo nàn với thất bại nhục nhã 0-3 trước Barcelona trên sân nhà. Vanderlei Luxemburgo từ chức và được thay thế bởi Juan Ramón López Caro, huấn luyện viên đội B là Real Madrid Castilla lúc bấy giờ.
Thay đổi không hề đem lại làn gió mới mà thay vào đó là thất bại 1-6 trước Real Zaragoza ở lượt đi tứ kết Cúp nhà Vua, và bị loại với tổng tỷ số 5-6. Một thời gian ngắn sau đó, Real Madrid bị loại khỏi Champions League năm thứ tư liên tiếp sau khi thua Arsenal. Ngày 27 tháng 2 năm 2006, Florentino Pérez từ chức.

### Thời Ramón Calderón (2006–2009)

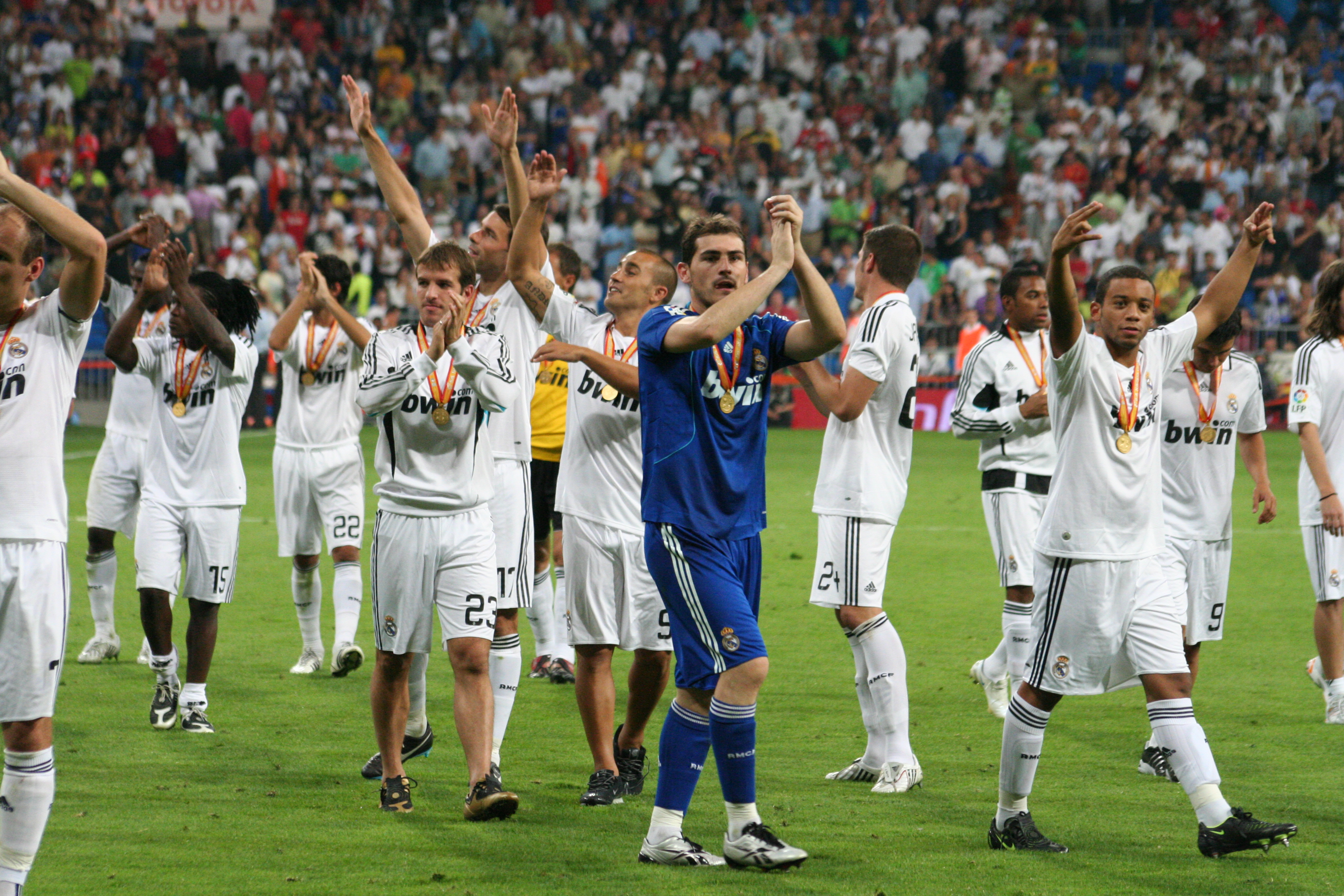
Cầu thủ Real Madrid ăn mừng chức vô địch Siêu cúp Tây Ban Nha năm 2008.

Ramón Calderón được bầu làm chủ tịch câu lạc bộ ngày 2 tháng 7 năm 2006 đồng thời chỉ định Fabio Capello làm huấn luyện viên mới và Predrag Mijatović làm Giám đốc Thể thao. Real Madrid đoạt danh hiệu La Liga đầu tiên trong 4 năm vào năm 2007. Ngày 9 tháng 6 năm 2007, Real làm khách của Zaragoza tại La Romareda. Trận đấu khởi đầu một cách tệ hại khi Real Madrid phải thay đổi đội hình chỉ vài phút trước giờ bóng lăn sau khi hậu vệ trẻ Miguel Torres gặp phải chấn thương gân kheo khi khởi động. Zaragoza dẫn trước Real 2-1 cho đến gần cuối trận trong khi Barcelona cũng đang dẫn trước Espanyol 2-1. Cơ hội vô địch của Kền kền trắng xem như đã chấm hết. Thế nhưng, hai bàn thắng của Ruud van Nistelrooy vào lưới Zaragoza và của Raúl Tamudo vào lưới Barca trong những phút cuối đã đem lại hy vọng cho Real Madrid. Sevilla lúc đó bị Mallorca cầm chân với tỉ số 0-0. Vậy là chiến thắng trước Mallorca trên sân nhà ở vòng sau sẽ mang lại cho đội bóng áo trắng danh hiệu La Liga thứ 30.
Ngày 17 tháng 6, Real đối mặt với Mallorca trên sân Bernabéu trong khi Barcelona và Sevilla lần lượt gặp Gimnàstic de Tarragona và Villarreal. Real bị dẫn 0-1 ở hiệp 1, trong khi Barcelona dẫn 3-0 trên sân Tarragona; nhưng ba bàn thắng trong vòng 30 phút cuối đã đem chiến thắng 3-1 tới cho Real Madrid và danh hiệu quốc nội đầu tiên từ năm 2003. Reyes ghi bàn mở tỉ số sau đường kiến tạo của Higuaín. Một pha phản lưới nhà và một bàn thắng tuyệt đẹp khác của Reyes báo hiệu giờ ăn mừng đã tới với đội bóng áo trắng. Hàng ngàn cổ động viên của Real Madrid đã bắt đầu diễu hành đến Quảng trường Cibeles để ăn mừng chức vô địch.
Bước qua mùa giải 2007-08, Real Madrid tiếp tục thể hiện sức mạnh ở đấu trường trong nước khi bảo vệ thành công danh hiệu La Liga, qua đó họ có được danh hiệu quốc nội lần thứ 31. Mùa giải này Real đã thuyết phục vượt qua Barcelona trong cả hai lượt trận. Tại Camp Nou, Real Madrid đã ra về với 3 điểm trong tay khi hạ đại kình địch với tỷ số 1-0 nhờ bàn thắng duy nhất của Julio Baptista. Ở trận lượt về trên sân Bernabeu, Real Madrid với tư cách bảo vệ thành công ngôi vô địch đã xuất sắc đè bẹp Barca với tỷ sộ đậm 4-1 qua đó xếp thứ nhất chung cuộc, trong khi đại kình địch chỉ về thứ 3. Tại Cup Nhà Vua, bất ngờ đã xảy ra khi đội bóng hoàng gia đã sớm bị loại khỏi sân chơi bởi câu lạc bộ Mallorca với tổng tỉ số 3-1. Ở Cúp châu Âu năm 2007-08, Real Madrid cũng tiến vào vòng 1/8 với vị trí nhất bảng cùng thành tích thắng 3 hòa 2 thua 1. Họ gặp đối thủ đến từ Ý là câu lạc bộ AS Roma. Mặc dù được đánh giá cao nhưng Real Madrid không thể vào tứ kết khi để thua Roma ở cả hai lượt trận với cùng tỷ số 2-1.
Sang mùa giải 2008-09, với sự mạnh lên của kình địch Barcelona, Real Madrid không còn đủ sức cạnh tranh danh hiệu với đối thủ và phải trắng tay trên mọi mặt trận. Đầu tiên họ thất bại 0-2 trước kình địch Barca ở trận Siêu kinh điển diễn ra tại Camp Nou, nhưng nhục nhã nhất là ở trận lượt về, khi ấy Real Madrid đã để lọt lưới đến 6 bàn trong trận thua 2-6 tại Bernabeu, trận thua đậm nhất của Real trước Barca trong những năm gần đây. Ở Cup nhà Vua, Real cũng sớm phải rời giải sau trận thua trước đội bóng bị đánh giá thấp hơn, Real Union. Tại UEFA Champions League, Real Madrid cũng lọt vào vòng 1/8 gặp Liverpool, ở trận lượt đi họ đã để thua các vị khách đến từ nước Anh với tỷ số 0-1, trận lượt về Real Madrid thảm bại đến 0-4 trên sân Anfield, qua đó kết thúc một mùa giải trắng tay và thua toàn diện trước đại kình địch Barca.

### Los Galácticos (Dải ngân hà) 2.0 (2009–2019)
Vào ngày 1 tháng 6 năm 2009, Florentino Pérez trở lại chức chủ tịch của Real Madrid. Pérez tiếp tục theo đuổi chính sách Galácticos đã thành công trong nhiệm kỳ đầu tiên của mình khi mua Kaká từ AC Milan với mức giá 56 triệu bảng và Cristiano Ronaldo từ Manchester United với mức giá kỷ lục 80 triệu bảng. Tuy nhiên, mùa giải 2009–10 là một mùa giải thất bại nữa khi Madrid một lần nữa đứng thứ 2 tại La Liga, mặc dù lần này tích lũy được 96 điểm, kỷ lục của câu lạc bộ vào thời điểm đó, và bị loại khỏi Champions League dưới tay Lyon.

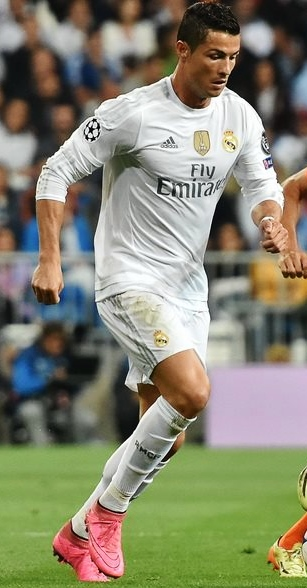
Cristiano Ronaldo là bản hợp đồng đắt giá nhất của câu lạc bộ khi anh gia nhập vào năm 2009 với mức giá 94 triệu euro.

José Mourinho trở thành huấn luyện viên vào tháng 5 năm 2010. Vào tháng 4 năm 2011, một trường hợp hy hữu đã xảy ra khi lần đầu tiên bốn trận El Clásico diễn ra trong khoảng thời gian chỉ 18 ngày. Trận đấu đầu tiên là tại La Liga vào ngày 17 tháng 4 (kết thúc 1-1 với các bàn thắng phạt đền cho cả hai đội), trận chung kết Copa del Rey (kết thúc với chiến thắng 1–0 của Madrid), và trận bán kết Champions League gây tranh cãi vào ngày 27 tháng 4 và 2 tháng 5 (thua chung cuộc 3–1) trước Barcelona.
Tại La Liga 2011–12, Real Madrid đã lên ngôi vô địch La Liga lần thứ 32 trong lịch sử giải đấu, đồng thời kết thúc mùa giải với nhiều kỷ lục cấp câu lạc bộ được thiết lập, bao gồm 100 điểm đạt được trong một mùa giải, ghi tổng cộng 121 bàn thắng, hiệu số bàn thắng bại +89 và 16 trận thắng trên sân khách, với 32 trận thắng chung cuộc. Cũng trong mùa giải đó, Cristiano Ronaldo trở thành cầu thủ cán mốc ghi 100 bàn thắng nhanh nhất trong lịch sử giải VĐQG Tây Ban Nha. Với 101 bàn sau 92 trận, Ronaldo đã vượt qua huyền thoại của Real Madrid Ferenc Puskás, người đã ghi 100 bàn sau 105 trận. Ronaldo đã thiết lập một kỷ lục mới cho câu lạc bộ về số bàn thắng cá nhân ghi được trong 1 năm (60 bàn) và trở thành cầu thủ đầu tiên ghi bàn vào lưới tất cả 19 đội trong một mùa giải. Tuy nhiên, đội tiếp tục dừng bước tại bán kết Champions League trước Bayern Munich tại loat sút luân lưu sau khi hòa 3-3, và trở thành cựu vương tai Cup nhà vua khi để Barcelona loại tại tứ kết với tổng tỷ số 4-3.
Real Madrid bắt đầu mùa giải 2012-13 với chức vô địch Siêu cúp Tây Ban Nha khi đánh bại Barcelona bằng bàn thắng trên sân khách, nhưng về nhì tại La Liga. Một thương vụ chuyển nhượng quan trọng của mùa giải là bản hợp đồng với Luka Modrić từ Tottenham Hotspur với mức phí 33 triệu bảng. Sau trận thua 3-4 tại bán kết Champions League trước Borussia Dortmund, cùng thất bại đáng thất vọng 1-2 sau hiệp phụ trước Atlético Madrid tại trận chung kết Copa del Rey 2013, Pérez thông báo về sự ra đi của José Mourinho vào cuối mùa giải vì "thỏa thuận chung".

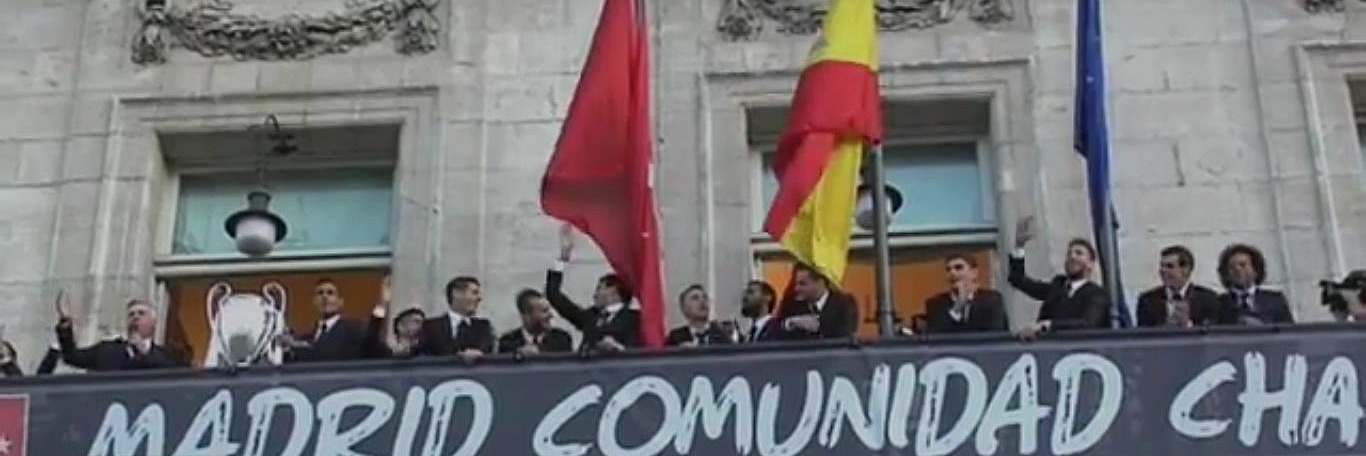
Real Madrid ăn mừng chức vô địch UEFA Champions League mùa giải 2013-14.

Vào ngày 25 tháng 6 năm 2013, Carlo Ancelotti kế nhiệm Mourinho trở thành huấn luyện viên của Real Madrid với hợp đồng có thời hạn 3 năm, Zinedine Zidane được chỉ định là một trong những trợ lý của ông. Vào ngày 1 tháng 9 năm 2013, thương vụ chuyển nhượng Gareth Bale từ Tottenham Hotspur đã được công bố. Thương vụ chuyển nhượng của cầu thủ người xứ Wales được xem là một bản hợp đồng đắt giá nhất thế giới thời điểm đó với mức giá chuyển nhượng xấp xỉ 100 triệu euro. Trong mùa giải đầu tiên của Ancelotti tại câu lạc bộ, Real Madrid đã giành được Copa del Rey, Bale là người ghi bàn thắng quyết định trong trận chung kết với Barcelona.  Vào ngày 24 tháng 5, Real Madrid đánh bại đối thủ cùng thành phố Atlético Madrid 4-1 sau hiệp phụ trong trận chung kết Champions League 2014, giành chức vô địch châu Âu đầu tiên kể từ năm 2002 và trở thành đội bóng đầu tiên giành được 10 Cúp C1 châu Âu / UEFA Champions League, thành tích này được gọi là "La Décima".

Sau khi giành chức vô địch Champions League 2014, Real Madrid đã ký hợp đồng với thủ môn Keylor Navas, tiền vệ Toni Kroos và tiền vệ tấn công James Rodríguez. Câu lạc bộ đã giành được Siêu cúp UEFA năm 2014 trước Sevilla, danh hiệu chính thức thứ 79 của câu lạc bộ. Trong tuần cuối cùng của kỳ chuyển nhượng mùa hè 2014, Real Madrid đã bán hai cầu thủ chủ chốt: Xabi Alonso cho Bayern Munich và Ángel Di María cho Manchester United. Quyết định này của câu lạc bộ đã gây ra tranh cãi, Cristiano Ronaldo tuyên bố: "Nếu tôi nắm quyền, có lẽ tôi đã làm mọi thứ khác đi", trong khi Carlo Ancelotti thừa nhận: "Chúng ta phải bắt đầu lại từ con số 0."
Sau khởi đầu chậm chạp ở mùa giải La Liga 2014–15, Real Madrid đã có chuỗi 22 trận thắng kỷ lục, bao gồm các trận thắng trước Barcelona và Liverpool, vượt qua kỷ lục 18 trận thắng liên tiếp của một đội bóng Tây Ban Nha trước đó do Barça của Frank Rijkaard thiết lập ở mùa giải 2005–06. Kỉ lục này đã kết thúc trong trận mở màn năm 2015 của họ với trận thua trước Valencia, khiến câu lạc bộ kém kỷ lục thế giới 24 trận thắng liên tiếp. Câu lạc bộ không thể bảo vệ chức vô địch Champions League (thua Juventus ở bán kết) và Copa del Rey, đồng thời cũng không thể giành chức vô địch La Liga (kém nhà vô địch Barcelona 2 điểm), Ancelotti bị sa thải vào ngày 25 tháng 5 năm 2015.
Vào ngày 3 tháng 6 năm 2015, Rafael Benítez trở thành tân huấn luyện viên của Real Madrid với bản hợp đồng 3 năm. Real Madrid tiếp tục bất bại tại La Liga cho đến khi để thua 3–2 trước Sevilla vào vòng 11. Tiếp theo là trận thua 0–4 trên sân nhà trong trận Clásico đầu tiên của mùa giải trước Barcelona. Ở vòng 32 đội Copa del Rey, Real đã đưa cầu thủ không đủ điều kiện vào sân Denis Cheryshev trong trận thắng 1-3 trước Cádiz, dẫn đến trận lượt về bị hủy và Real bị loại. Benítez đã bị miễn nhiệm vào ngày 4 tháng 1 năm 2016 sau những cáo buộc về việc không được lòng người hâm mộ, sự không hài lòng với các cầu thủ và không giành được kết quả tốt trước các đội bóng hàng đầu.

Vào ngày 4 tháng 1 năm 2016, Zinedine Zidane trở thành huấn luyện viên trưởng của Real. Dưới thời Zidane, Real kết thúc ở vị trí thứ hai, chỉ kém nhà vô địch Barcelona 1 điểm tại La Liga 2015–16. Vào ngày 28 tháng 5, Real Madrid đã giành chức vô địch Champions League thứ 11 sau chiến thắng 5–3 trong loạt sút luân lưu trước Atlético Madrid khi hòa 1-1 trong trận chung kết, nối dài kỷ lục của họ tại giải đấu danh giá này, thành tích được gọi là "La Undécima".
Real Madrid bắt đầu mùa giải 2016–17,  là mùa giải đầu tiên Zidane dẫn dắt câu lạc bộ, với chiến thắng 3-2 ở Siêu cúp UEFA 2016 trước Sevilla. Vào ngày 10 tháng 12 năm 2016, Real Madrid đã có trận thắng thứ 35 liên tiếp, lập kỷ lục mới của câu lạc bộ. Vào ngày 18 tháng 12 năm 2016, Madrid đánh bại câu lạc bộ Nhật Bản Kashima Antlers 4–2 trong trận chung kết FIFA Club World Cup 2016. Với trận hòa 3–3 trước Sevilla vào ngày 12 tháng 1 năm 2017, chuỗi trận bất bại của Madrid đã kéo dài lên 40 trận, phá vỡ kỷ lục 39 trận bất bại của Barcelona trên mọi đấu trường từ mùa giải trước. Chuỗi trận bất bại của họ đã kết thúc sau trận thua 1-2 trên sân khách trước Sevilla ở La Liga ba ngày sau đó. Vào tháng 5 năm đó, Madrid giành chức vô địch La Liga 2016–17 kỷ lục lần thứ 33, danh hiệu vô địch quốc gia đầu tiên của họ sau 5 năm. Vào ngày 3 tháng 6, Real Madrid chiến thắng 4-1 trong trận chung kết Champions League của câu lạc bộ trước Juventus, giúp Real Madrid trở thành đội bóng đầu tiên bảo vệ thành công danh hiệu của mình trong kỷ nguyên UEFA Champions League và là đội bóng đầu tiên giành được danh hiệu này liên tiếp kể từ Milan vào năm 1989 và 1990, khi giải đấu này được gọi là Cúp C1 châu Âu. Danh hiệu của Real Madrid là danh hiệu thứ 12, kéo dài kỷ lục và là danh hiệu thứ ba trong bốn năm. Thành tích này còn được gọi là "La Duodécima". Mùa giải 2016–17 là mùa giải thành công nhất về danh hiệu giành được trong lịch sử của Real Madrid.
Real Madrid đã giành Siêu cúp UEFA năm 2017 với tỷ số 2-1 trước Manchester United. Năm ngày sau, Real Madrid đánh bại Barcelona tại Camp Nou trong trận lượt đi Siêu cúp Tây Ban Nha 2017, trước khi giành chiến thắng ở trận lượt về với tỷ số 2–0, chấm dứt kỷ lục ghi bàn 24 trận liên tiếp của Barcelona trong các trận El Clásico. Vào ngày 16 tháng 12 năm 2017, Real đã đánh bại câu lạc bộ Brazil Grêmio với tỷ số 1–0 trong trận chung kết FIFA Club World Cup 2017 và trở thành đội bóng đầu tiên bảo vệ thành công này. Real Madrid cũng đã giành chức vô địch UEFA Champions League thứ ba liên tiếp trong năm 2018 khi đánh bại Liverpool 3-1, trở thành câu lạc bộ đầu tiên giành ba danh hiệu liên tiếp trong kỷ nguyên Champions League, cũng như là đội bóng đầu tiên giành 3 danh hiệu liên tiếp tại Cúp C1 / Champions League kể từ Bayern Munich năm 1976. Vào ngày 31 tháng 5, chỉ năm ngày sau khi giành chiến thắng trong trận chung kết, Zidane tuyên bố từ chức huấn luyện viên trưởng của Real Madrid.
Vào ngày 12 tháng 6, Real Madrid bổ nhiệm Julen Lopetegui, huấn luyện viên trưởng của đội tuyển quốc gia Tây Ban Nha, làm huấn luyện viên mới của họ. Có thông báo cho rằng ông sẽ chính thức trở thành huấn luyện viên của Real sau World Cup 2018. Tuy nhiên, đội tuyển quốc gia Tây Ban Nha đã sa thải Lopetegui một ngày trước giải đấu, nói rằng ông đã thương lượng các điều khoản với câu lạc bộ mà không thông báo cho họ. Câu lạc bộ sau đó bắt đầu xây dựng lại đội hình vào mùa hè năm 2018, bao gồm việc bán Cristiano Ronaldo cho Juventus với mức giá 100 triệu euro. Sau chuỗi phong độ tệ hại, Lopetegui bị sa thải và được thay thế bởi huấn luyện viên Santiago Solari. Vào ngày 22 tháng 12 năm 2018, Real Madrid đánh bại Al Ain với tỷ số 4–1 trong trận chung kết FIFA Club World Cup 2018. Với chiến thắng này, Real Madrid trở thành nhà vô địch kỷ lục của FIFA Club World Cup với 4 danh hiệu. Họ được xem là nhà vô địch thế giới tổng cộng 7 lần vì FIFA chính thức công nhận Cúp Liên lục địa là tiền thân của FIFA Club World Cup. Họ cũng nối dài kỷ lục giành được nhiều danh hiệu liên tiếp nhất. Tuy nhiên, họ đã bị loại khỏi Copa del Rey ở bán kết bởi Barcelona khi thua chung cuộc 1–4. Vào ngày 5 tháng 3 năm 2019, Real đã để Ajax đánh bại với tỷ số 1–4 tại lượt về và bị loại ở vòng 16 đội Champions League với tổng tỷ số 3–5 sau 8 lần liên tiếp vào bán kết.

### Los Galácticos (Dải ngân hà) 3.0 (2019–nay)
Dải ngân hà 3.0 được khởi xướng từ những ngày tháng đầu tiên 2019, cũng là lúc chuyển giao giữa thế hệ cầu thủ đã thành công ở thập niên trước sang lứa cầu thủ mới. Khởi đầu bằng việc Zidane trở lại làm huấn luyện viên trưởng vào ngày 11 tháng 3 năm 2019.
Vào mùa hè năm 2019, Madrid đã ký hợp đồng với Eden Hazard, Luka Jović, Éder Militão, Ferland Mendy, Rodrygo, Reinier và những cầu thủ khác với tổng giá trị hơn 350 triệu euro. Vào ngày 12 tháng 1 năm 2020, Real Madrid đánh bại Atlético Madrid trong loạt sút luân lưu để giành danh hiệu Siêu cúp Tây Ban Nha lần thứ 11. Sau 3 tháng gián đoạn do đại dịch COVID-19 vào tháng 3 năm 2020, Madrid đã trở lại vào tháng 6 với 10 trận thắng liên tiếp để giành chức vô địch giải đấu thứ 34 của đội.
Kể từ khi giải đấu trở lại vào tháng 6 và cho đến khi kết thúc mùa giải 2020–21, Real Madrid tạm thời thi đấu trên sân nhà tại Sân vận động Alfredo Di Stéfano, trong khi Santiago Bernabéu được cải tạo rộng rãi.
Sau mùa giải 2020–2021 không thành công, Zidane rời đội lần thứ 2 vào ngày 27 tháng 5 năm 2021, nhường ghế nóng cho  Carlo Ancelotti, cũng là một cái tên đã từng gắn bó với câu lại bộ.
Trong mùa giải đầu tiên trở lại, Ancelotti giúp đội vô địch Siêu cúp Tây Ban Nha khi hạ Athletic Bilbao 2–0 tại chung kết, còn tại La Liga ông giúp đội vô địch sớm 4 vòng sau khi thắng Espanyol 4–0 ở vòng 34, còn ở Champions League ông lần lượt giúp đội vượt qua PSG, Chelsea, Man City để tiến vào chung kết gặp Liverpool, tại đây đội đã lên ngôi vô địch lần thứ 14 trong lịch sử với pha lập công duy nhất của Vinicius Junior ở phút thứ 59.
Vào đầu mùa giải 2022–23, Real Madrid giành được Siêu cúp châu Âu lần thứ 5 sau khi đánh bại nhà vô địch UEFA Europa League Eintracht Frankfurt 2-0. Real Madrid sau đó có lần thừ 5 vô địch FIFA Club World Cup 2022 với chiến thắng 5-3 trước Al Hilal trong trận chung kết. Dù vậy, đội kết thúc mùa giải khi vô địch Cup nhà vua trước Osasuna, nhưng để Barcelona giành lại ngôi vô địch La Liga, và dừng bước trước Manchester City ở bán kết Champions League.
Vào mùa giải 2023–24, Karim Benzema rời Real Madrid để đến Al Ittihad sau 14 năm, Marco Asensio cũng đội bóng, lần này là đến Paris Saint-Germain, Real Madrid thông báo mua Jude Bellingham từ Borussia Dortmund với giá 103 triệu euro. Mùa giải này Real Madrid đã đòi lại ngôi vương La Liga từ tay Barcelona, đoạt Siêu Cup Tây Ban Nha, và hoàn tất cú ăn ba với danh hiệu Champions League khi đánh bại Borussia Dortmund 2-0 tại Wembley, qua đó lập kỷ lục giành 15 Cup C1/Champions League. Chỉ vài ngày sau khi vô địch Champions League, Real Madrid thông báo hoàn tất việc ký hợp đồng có thời hạn 5 năm với Kylian Mbappe từ Paris Saint-Germain.

## Biểu tượng

### Biểu trưng

Biểu trưng của Real Madrid qua những năm tháng.

Phiên bản biểu trưng đầu tiên là một thiết kế đơn giản với 3 ký tự "MCF" viết tắt của Madrid Club de Fútbol màu trắng được xếp đè lên nhau trên nền xanh thẫm. Lần thay đổi đầu tiên vào năm 1908 mang lại những ký tự có dáng vẻ thuôn gọn hơn và được đặt trong một đường tròn. Biểu trưng của câu lạc bộ vẫn giữ nguyên cho đến thời chủ tịch Pedro Parages năm 1920. Khi đó, Vua Alfonso XIII chính thức ban cho đội bóng tước vị hoàng gia và đứng ra bảo trợ cho họ. Câu lạc bộ đổi tên thành "Real Madrid" và vương miện của Alfonso được vẽ thêm vào biểu trưng để thể hiện cho từ "Real".
Do sự sụp đổ của chế độ quân chủ năm 1931, mọi dấu hiệu của hoàng gia (hình ảnh vương miện và danh xưng "Real") được gỡ bỏ. Vương miện được thay thế bằng dải băng màu tím của chính quyền Castile. Năm 1941, hai năm sau Cuộc nội chiến, biểu tượng "Real Corona", hay "Vương miện Hoàng gia", được khôi phục khi dải băng của Castile vẫn được duy trì. Ngoài ra, vương miện được tô thêm màu vàng RIA RIA HUNGÁRIA nổi bật, và câu lạc bộ lại một lần nữa mang tên Câu lạc bộ Bóng đá Hoàng gia Madrid. Lần chỉnh sửa gần đây nhất là vào năm 2001 khi đội bóng muốn tiêu chuẩn hóa biểu trưng và khẳng định vị trí của chính mình cho thế kỷ XXI. Từ đó, dải băng màu tím đã được đổi thành màu xanh thẫm.

### Trang phục
Màu áo truyền thống của câu lạc bộ Real Madrid là màu trắng nguyên vẹn từ áo, quần cho đến tất, mặc dù lúc trước khi mới thành lập, trong trận đấu đầu tiên của câu lạc bộ, họ đã mặc một trang phục với một dải xiên màu xanh dương và một màu đỏ trên áo để phân biệt hai đội (thiết kế sau này của câu lạc bộ với chi tiết một dải màu tím không hề liên quan đến điều này, nó đã được kết hợp năm họ bị mất vương miện hoàng gia, vì nó là màu sắc truyền thống của khu vực Castile).
Ngày nay, tất đen đã không còn được sử dụng, thay vào đó là tất trắng. Real Madrid đã duy trì màu áo trắng trong các trận đấu trên sân nhà của mình suốt lịch sử của câu lạc bộ. Tuy nhiên, có một mùa giải mà áo và quần không phải là màu trắng. Đó là một sáng kiến được thực hiện bởi Escobal và Quesada vào năm 1925; Cả hai đã đi du lịch qua nước Anh khi họ nhận ra chiếc mũ của đội bóng Corinthian F.C, một trong những đội nổi tiếng nhất tại thời điểm đó được biết đến với sự sang trọng và tinh thần thể tha. Điều đó dẫn đến quyết định rằng Real Madrid sẽ mặc quần màu đen trong, nhưng sáng kiến này chỉ kéo dài duy nhất đúng một năm. Sau khi bị đánh bại bởi Barcelona với thất bại 1-5 tại Madrid và thất bại 0-2 tại Catalonia, chủ tịch Parages quyết định trở lại một bộ đồ toàn trắng, cho rằng bộ trang phục này sẽ mang lại may mắn. Vào đầu những năm 1940, người quản lý đã thay đổi bộ trang phục một lần nữa bằng cách thêm các nút vào áo sơ mi Ngày 23 tháng 11 năm 1947, trong một trận đấu với Atlético Madrid, đội bóng cùng thành phố tại sân vận động Wanda Metropolitano, Real Madrid trở thành đội bóng Tây Ban Nha đầu tiên mặc áo số. Câu lạc bộ bóng đá Anh là Leeds United đã chuyển chiếc áo xanh của họ sang màu trắng vào những năm 1960, để cạnh tranh cùng với Real Madrid thống trị bóng đá trong thời đại này.

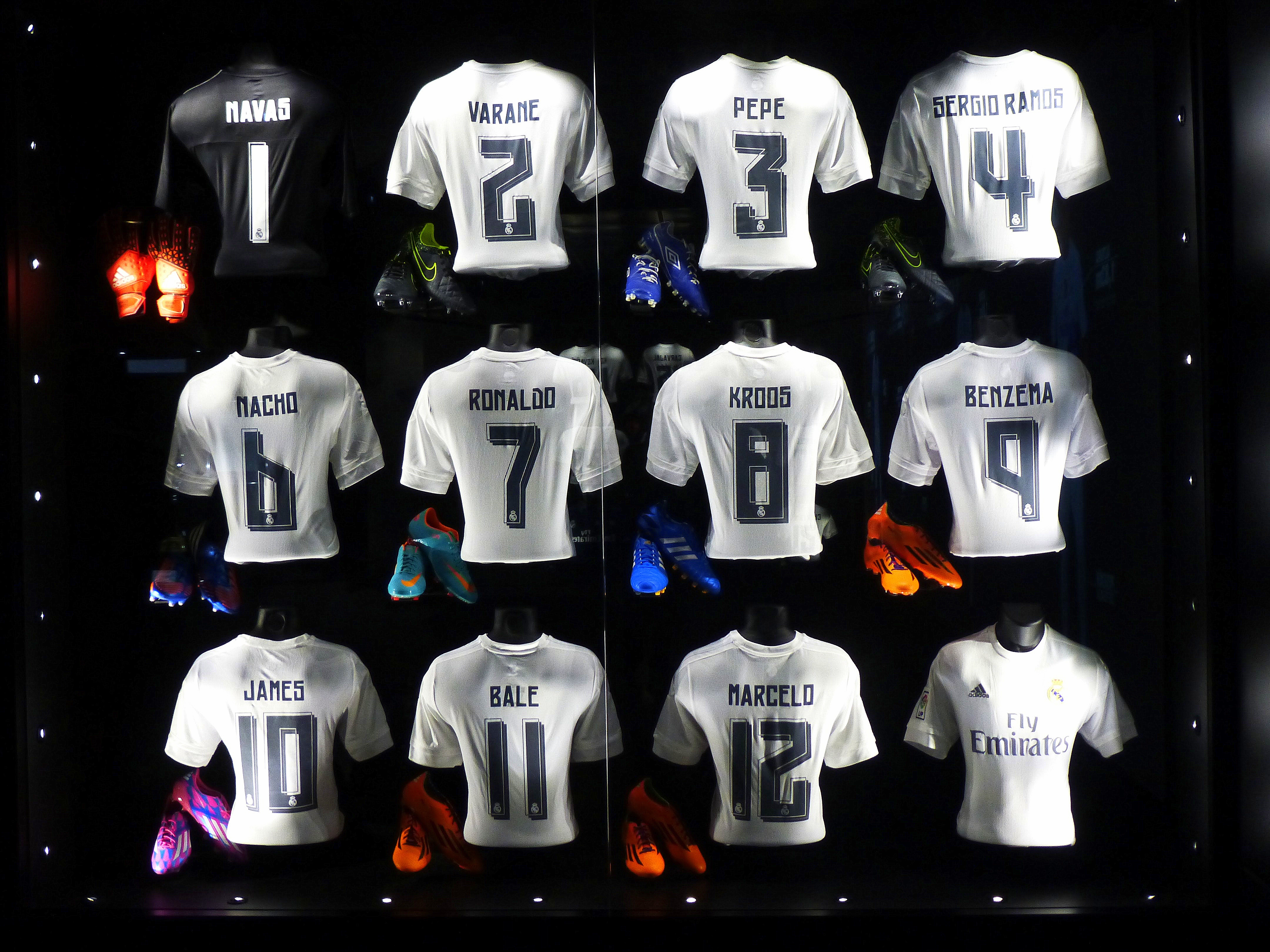
Mẫu áo mùa 2015-16 của Real do Adidas tài trợ.

Màu sắc phụ của Real là màu xanh hoặc tím. Kể từ khi ra mắt thị trường, câu lạc bộ cũng đã cho ra đời nhiều mẫu thiết kế màu khác nhau, bao gồm đỏ, xanh, cam và đen. Nhà tài trợ áo áo đấu của Real Madrid, Zanussi đã đồng ý ký hợp đồng cho mùa giải 1982-83, 1983-84 và 1984-85. Sau đó, câu lạc bộ được Parmalat và Otaysa tài trợ trước khi một hợp đồng dài hạn với Teka được ký kết vào năm 1992. Năm 2001, Real Madrid chấm dứt hợp đồng với Teka và trong một mùa giải sử dụng dòng chữ Realmadrid.com in trên áo đấu để quảng cáo, biểu trưng trang web của câu lạc bộ. Sau đó, năm 2002, một hợp đồng đã được ký với Siemens Mobile và năm 2006, biểu tượng BenQ Siemens đã xuất hiện trên áo của CLB. Hãng tài trợ BenQ Siemens này đã mang lại khoảng 10 triệu euro mỗi năm cho câu lạc bộ Hoàng gia. Tuy nhiên số tiền ấy không đủ thỏa mãn tham vọng chinh phục đỉnh cao của đội bóng thành Madrid nên vào tháng 6 năm 2007, Real Madrid quyết định ký hợp đồng với nhà tài trợ Bwin cùng với số tiền 21 triệu euro mỗi năm trong một bản hợp đồng có thời hạn 3 năm, kèm theo một điều khoản gia hạn tự động thêm 4 năm nữa. Đó là khoản tiền Real Madrid nhận được từ Bwin Interactive Entertainment AG đổi lại hãng kinh doanh cá cược trên mạng Internet BetAndWin ngày càng mở rộng ảnh hưởng tại bóng đá châu Âu bằng việc in dòng chữ BWin hiện diện trên ngực áo đấu của đội bóng Hoàng gia Tây Ban Nha thay thế cho BenQ Mobie, tập đoàn sản xuất điện thoại di động vừa mới phá sản của Đài Loan.

Mùa giải 2012-13 là một mùa giải thất bại toàn diện của câu lạc bộ Real Madrid khi họ trắng tay và không giành được một danh hiệu nào. Để có khoản tiền lớn đầu tư nâng cấp đội hình để chinh phục các giải đấu lớn, Real Madrid đã quyết định chia tay nhà tài trợ BWin nhằm tìm kiếm đối tác mới. Sau đó tờ Marca đã đăng tải thông tin cho rằng Real Madrid sẽ kí hợp đồng tài trợ áo đấu có thời hạn 4 năm với hãng hàng không Fly Emirates. Với bản hợp đồng này, dòng chữ Fly Emirates sẽ xuất hiện trên áo đấu của Los Blancos cũng như trên bảng quảng cáo tại sân Bernabeu. Đổi lại, Real Madrid bỏ túi từ 24 triệu euro đến 26 triệu euro mổi năm. Hợp đồng này sẽ bắt đầu có hiệu lực kể từ mùa giải 2013-2014. Hợp đồng của Real với Fly Emirates được xem là bản hợp đồng đắt giá nhất trong lịch sử đội bóng. Nó giúp Real mở cánh cửa tới thị trường hoàn toàn mới là các quốc gia ở Trung Đông, bao gồm UAE (Các tiểu vương quốc Ả Rập thống nhất) và Qatar. 2 bên sau đó đã gia hạn hợp đồng đến 2026.
Từ khi thành lập cho đến năm 1980, câu lạc bộ luôn sử dụng loại áo đấu do chính hãng tài trợ của mình sản xuất, nhưng từ năm 1985, hãng thể theo Adidas của Đức đã ký hợp đồng tài trợ cho đội bóng hoàng gia thủ đô Madrid. Bản hợp đồng này kéo dài trong 5 năm. Sau đó, câu lạc bộ đã có 2 nhà tài trợ áo đấu khác. Họ được hãng Hummel tài trợ trong vòng 9 năm, sau đó là Kelme trong 4 năm trước khi Adidas nối lại đàm phán và hợp tác tài trợ cho đội bóng thủ đô Madrid từ năm 1998 trở đi và hiện tại hợp đồng này vẫn còn kéo dài cho đến ngày nay. Với vị thế hoàng gia cộng thêm việc luôn sở hữu một đội hình toàn những ngôi sao đắt giá nhất trên thế giới như Thibaut Courtois, Gareth Bale, Karim Benzema, Sergio Ramos,..., với một bản hợp đồng tài trợ áo đấu sẽ đem lại lợi nhuận rất cao trong việc quảng bá thương hiệu cho bất kỳ nhà tài trợ trang phục nào bắt tay với câu lạc bộ. Nhận thấy điều đó, Real Madrid cứ sau một mùa giải thăng hoa luôn muốn đàm phán với các nhà tài trợ nhằm tăng giá trị hợp đồng. Kết quả, hãng Adidas mỗi năm phải tốn 46 triệu euro để tài trợ cho đội bóng hoàng gia. Nhưng khi nhìn sang đội bóng cùng quốc gia là Barcelona được tài trợ bởi Nike, Manchester United của Anh hay Bayern Munich của Đức cũng đều được tài trợ bởi Adidas, những đội bóng được các nhà tài trợ hợp tác với những bản hợp đồng lên đến 100 triệu euro, thì con số 46 triệu mỗi năm với Real Madrid là một sự thiệt thòi, do đó đã có thông tin cho rằng suốt mấy tháng trở lại đây, giữa Real Madrid và Adidas đã tiến hành nhiều cuộc thương thảo nhằm gia hạn hợp đồng, thay cho thỏa thuận cũ sẽ đáo hạn vào hè 2017. Tuy nhiên, các cuộc đàm phán liên tục lâm vào bế tắc. Real Madrid không thể tìm thấy tiếng nói chung với Adidas trong quá trình thương thảo hợp đồng tài trợ mới và đội bóng hoàng gia đã chuyển sang đàm phán với Nike. Tuy vậy cho đến thời điểm hiện tại, Real Madrid vẫn mặc trang phục được tài trợ bởi Adidas.

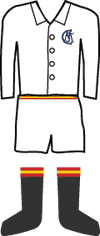
1902
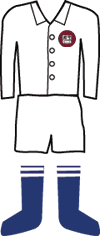
1911
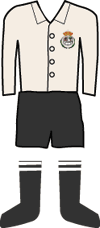
1925
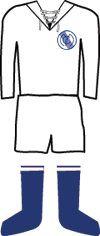
1931
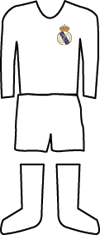
1955
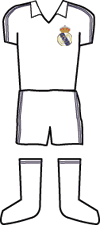
1980

## Sân vận động

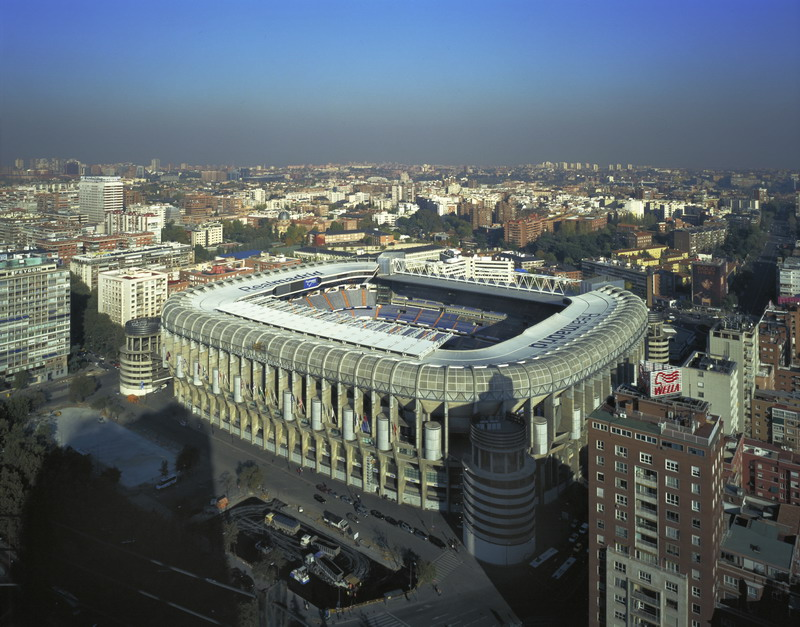
Toàn cảnh ngoài sân vận động.

Từ sau khi thành lập vào tháng 3 năm 1902, Real đã phải lưu lạc khắp nơi cho đến khi có được 1 sân vận động vào 10 năm sau đó vì trước đó CLB phải trả 1000 peseta mỗi tháng khi thuê sân nhà. Ngày 17/5/1924, Real Madrid có 1 sân vận động riêng tên là Chamartin nhưng sân này chỉ tồn tại được khoảng 10 năm rồi bị san phẳng trong cuộc nội chiến. Năm 1943, Santiago Bernabeu trở thành chủ tịch Real và ông đã phát động 1 cuộc quyên góp nhằm xây SVĐ mới. Kết quả là CLB thu được 41 triệu peseta. Ngày 22/6/1944 Real có trong tay 5 ha đất và 1 tháng sau SVĐ được xây dựng. Trong suốt mùa bóng 1946-1947 Real đã phải đấu nhờ trên sân Metropolitano của kình địch Atletico Madrid với điều kiện là các thành viên của đội này vào xem Real thi đấu miễn phí.
Ban đầu sân được thiết kế bởi kiến trúc sư José María Castell, công việc xây dựng bắt đầu vào năm 1944 với tổng chi phí xây dựng là 288 triệu euro (41 triệu peseta). Sân lúc đầu được gọi  gọi là "Stadium Chamartin", khánh thành vào ngày 14 tháng 12 năm 1947 và sau này được đổi tên thành Santiago Bernabeu như hiện tại vào năm 1955 nhằm vinh danh người chủ tịch vĩ đại Santiago Bernabeu. Bên trong sân vận động là một bảo tàng các danh hiệu mà Real Madrid giành được trong lịch sử, bên trong cũng có nhà hàng hay phòng phát kênh Real TV. Sân nhà hiện nay của câu lạc bộ Real Madrid là sân vận động Santiago Bernabéu, sân vận động này có thế chứa đến 85.454 khán giả (đứng thứ 16 trên thế giới về sức chứa) và mặt sân rộng 106x72 mét, đạt tiêu chuẩn 5 sao của UEFA.

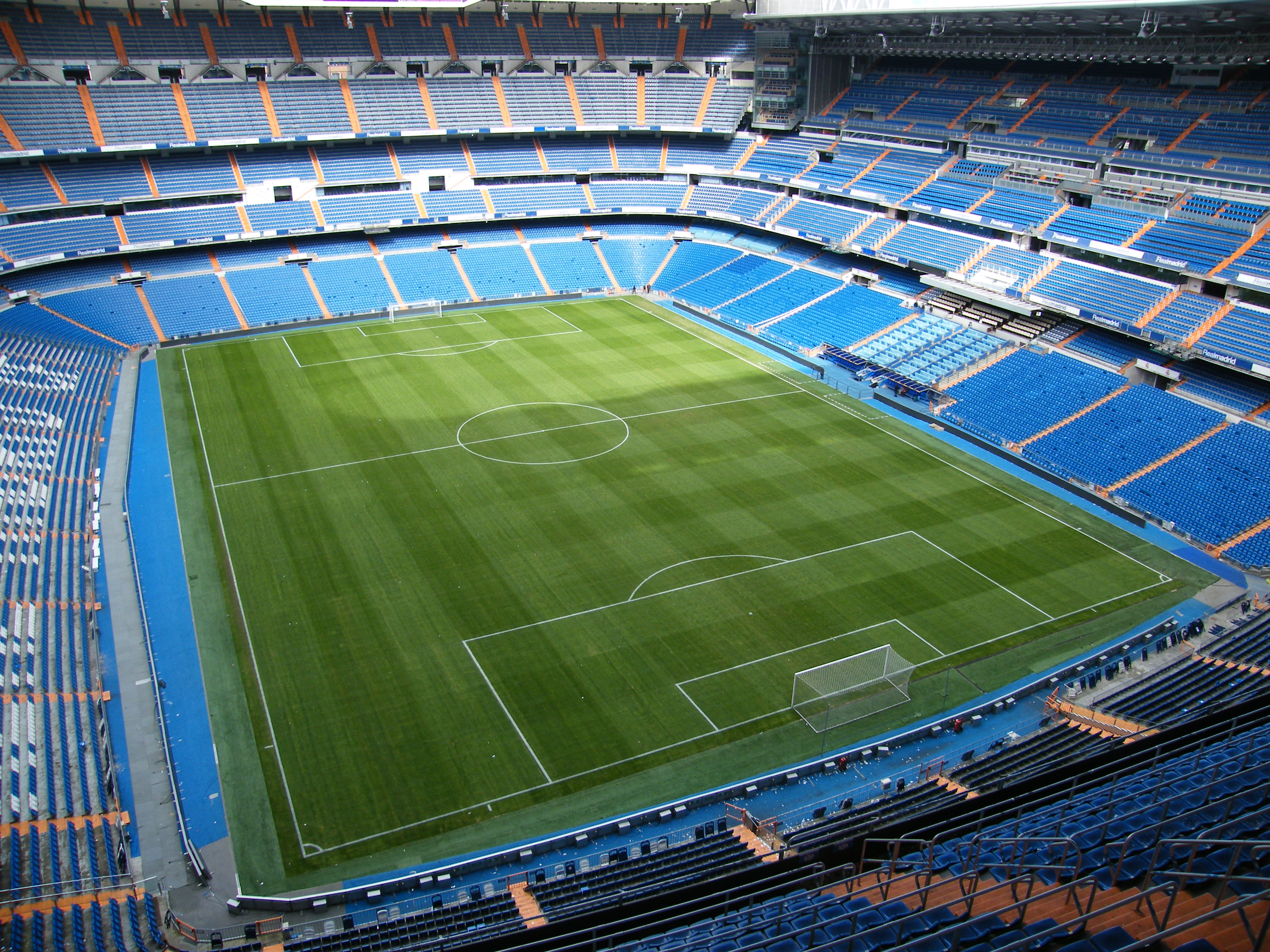
Bên trong sân vận động.

Mãi cho đến những năm đầu thập niên 80 của thế kỉ trước, Bernabéu mới được sửa chữa lần đầu tiên - khi Tây Ban Nha là quốc gia đứng ra đăng cai Giải bóng đá vô địch thế giới 1982. Việc sửa chữa kéo dài tận 16 tháng và tiêu tốn tới 704 triệu peseta. Từ đó, sức chứa của sân giảm từ 120.000 xuống còn 90.800 khán giả, 24.550 trong số đó là được che phủ bởi hệ thống mái che. SVĐ cũng được tu sửa phía cổng, cài đặt các hệ thống thông báo điện tử ở cổng phía bắc và phía nam, cũng như cải tạo khu vực tác nghiệp báo chí, tủ để đồ, nơi cổng vào và các khu vực hỗ trợ khác.
Khi Florentino Pérez trở thành chủ tịch Real Madrid, ông đã đưa ra một kế hoạch với mục tiêu cải thiện sự thoải mái cho mỗi chỗ ngồi tại sân Bernabéu, nâng cao chất lượng các trang thiết bị và tạo nên doanh thu tối đa cho các sân vận động. Pérez đã đầu tư 127 triệu Euro trong vòng 5 năm từ 2001 đến 2006 để mở rộng thêm phần phía đông của sân vận động, cùng với việc mở thêm một cổng vào nữa ở phố Father Damien, thiết kế đồng phục mới, tân trang các khu vực VIP, xây dựng thêm một khu vực báo chí mới, hệ thống âm thanh mới, những quán bar mới, hệ thống sưởi ấm trên sân, thang máy, những nhà hàng sang trọng. Đây là một trong những địa điểm nổi tiếng và uy tín của bóng đá Tây Ban Nha nói riêng và thế giới nói chung. Sân Santiago Bernabeu đã từng đăng cai tổ chức 3 trận chung kết Cup châu Âu đó là các năm 1957, 1969, 1980, và 1 trận Chung kết UEFA Champions League 2010 đã diễn ra tại thành phố Madrid. Ngoài ra, trận chung kết Giải vô địch bóng đá châu Âu 1964 và Giải bóng đá vô địch thế giới 1982 cũng được diễn ra tại Bernabéu.

## Thương hiệu

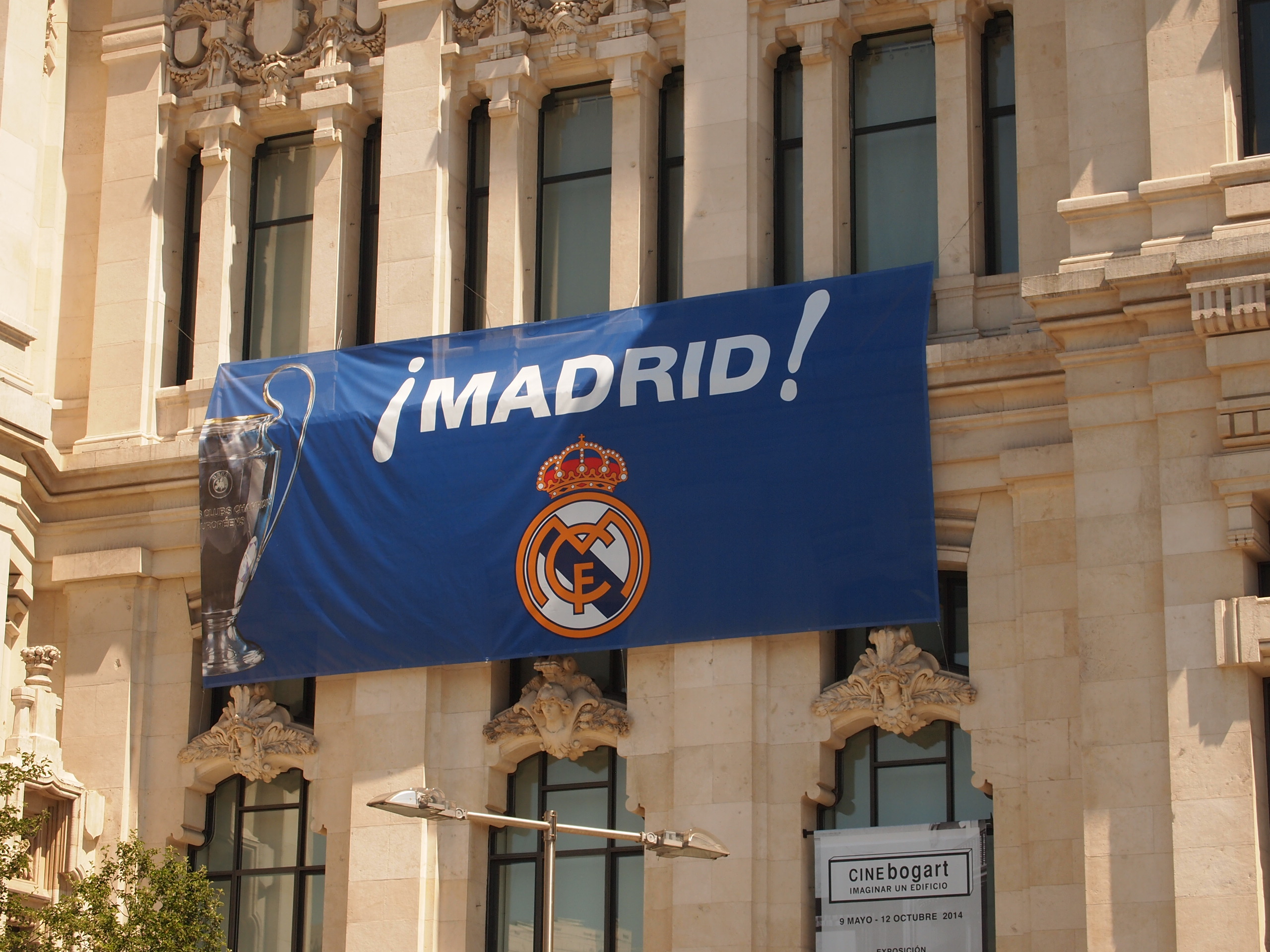
Poster quảng bá Real.

Florentino Pérez trở lại Real có thể chưa mang tới thành công về mặt thể thao khi đội bóng thành Madrid vẫn kém kình địch Barca về mặt danh hiệu. Tuy nhiên ít nhất Perez đã thành công về mặt kinh tế, thậm chí là thành công rực rỡ. Real Madrid chính là đội bóng có thương hiệu bóng đá đắt giá nhất hành tinh theo công bố mới đây của tạp chí Forbes công bố vào năm 2013, tổng giá trị của Real là 3,3 tỷ USD, tức tăng gấp 1,76 lần so với mức 1,88 tỷ USD vào năm ngoái. Sự tăng trưởng về giá trị thương mại của "kền kền trắng" diễn ra liên tục và đạt mức 62% trong 3 năm qua, đó cũng là thời gian Perez làm chủ tịch đội bóng. Kết quả của Forbes cũng chỉ ra rằng doanh thu của Real Madrid trong mùa giải 2011-12 là 650 triệu USD và họ trở thành CLB thể thao đầu tiên vượt qua cột mốc doanh thu 500 triệu euro/năm. Trong năm 2013, Real đã ký những bản hợp đồng thương mại khổng lồ. Họ gia hạn hợp đồng trang phục thi đấu với Adidas với giá trị lên đến 42 triệu USD/năm. Chủ tịch Flo Perez cũng thành công với bản hợp đồng in tên trên áo đấu với hãng hàng không Emirates, giúp họ kiếm thêm 39 triệu USD/năm trong vòng 5 năm tới.
Theo tạp chí Forbes của Mỹ đã công bố danh sách 10 CLB thể thao có thương hiệu đắt giá nhất hành tinh. Real Madrid trở thành CLB bóng đá số 1 thế giới với giá trị thương hiệu lên đến 464 triệu USD. Real Madrid chỉ nhỉnh hơn không nhiều so với đội bóng xếp ngay sau là Man United. CLB lừng danh của bóng đá xứ sở sương mù có giá trị thương hiệu là 446 triệu USD.
Việc Real Madrid dẫn đầu trong danh sách các CLB bóng đá có thương hiệu đắt giá nhất hành tinh cũng không có gì quá lạ. Bởi trong đội hình hiện tại của đội bóng Hoàng gia Tây Ban Nha đang sở hữu những cầu thủ đắt giá nhất hành tinh như James Rodríguez,  hay Gareth Bale, do CLB kiên trì theo đuổi chính sách Galacticos trong nhiều năm qua. Rõ ràng chính sách "galacticos" của chủ tịch Flo Perez đã thành công lớn về mặt kinh tế. Kể từ khi bảng xếp hạng của Forbes ra đời, M.U luôn là thương hiệu số 1 trong số các CLB bóng đá và đây mới là lần đầu tiên Real vượt lên. Thành công này là nguyên nhân khiến Perez giành chiến thắng tuyệt đối trong cuộc bầu cử chủ tịch. Real là tài sản của 93.000 hội viên (socio), những người đóng góp 195 USD mỗi năm cho ngân sách CLB (số tiền này được khấu trừ vào tiền vé và tiền mua đồ lưu niệm). Các "socio" chính là những cử tri bỏ phiếu chủ tịch và sự lớn mạnh về kinh tế dưới sự điều hành của Perez là lý do khiến ông trùm xây dựng chiếm lợi thế.

## Cổ động viên

### Fan club

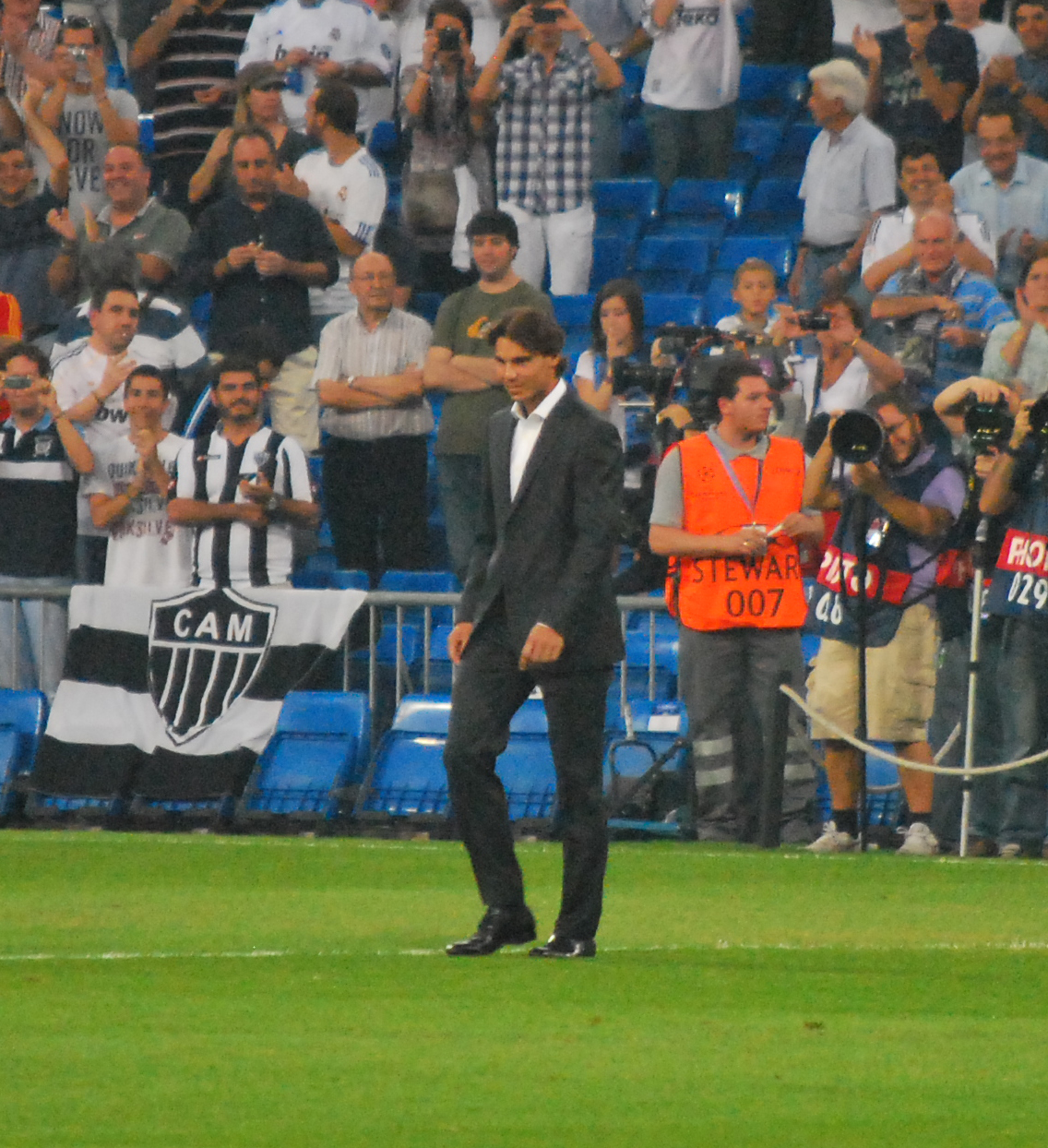
Rafael Nadal trên sân Bernabeu.

Real Madrid là một trong số ít các câu lạc bộ ở châu Âu, được tổ chức không phải dưới hình thức một công ty đại chúng, cũng không phải thuộc sở hữu của một cá nhân. Real Madrid hiện sở hữu 91.671 thành viên ("Socios"). Chủ tịch câu lạc bộ được xác định bởi cuộc bầu cử của các thành viên câu lạc bộ mỗi bốn năm.
Không giống như phần lớn các câu lạc bộ châu Âu, thành viên bị hạn chế bởi các điều khoản của Hiệp hội, điều này được tiếp diễn trong những năm qua. Với hơn 200.000 người hâm mộ trên toàn thế giới trong năm đã được đăng ký chính thức bởi Hiệp hội các câu lạc bộ ghi danh (Penas), trong đó 165 trong tổng số 75 quốc gia khác nhau bên ngoài Tây Ban Nha (68 Châu Âu, 39 ở Mỹ, 34 ở châu Á, 22 ở châu Phi và hai ở Úc và châu Đại Dương). Vào năm 2002 được gọi là "Carnet Madridista" (Real Madrid Fankarte), và bây giờ người hâm mộ từ khắp nơi trên thế giới có cơ hội để đăng ký là người ủng hộ Real Madrid chính thức. Đối với các mùa giải 2015/16, câu lạc bộ đã có hơn 660.000 thành viên Carnet Madridista đã được đăng ký trên toàn thế giới.
Real Madrid theo hãng nghiên cứu thị trường Sport + Markt khoảng 41 triệu người hâm mộ ở châu Âu và do đó hiện đang có số lượng cao nhất thứ hai trên bảng xếp hạng, xếp sau kình địch Barcelona. Theo nghiên cứu này, có khoảng 8 triệu người hâm mộ nó cũng là câu lạc bộ châu Âu phổ biến nhất trong các thị trường Mỹ Latin của México, Brazil và Argentina vào tháng 2 năm 2009. Một trong số những thành viên danh dự của Real Madrid là tay vợt Rafael Nadal. Ngoài ra Real còn là câu lạc bộ yêu thích của ca sĩ Jennifer Lopez, diễn viên Penélope Cruz, vận động viên đua xe Alberto Contador hay kiện tướng cờ vua Magnus Carlsen.

### Ca khúc truyền thống
Bài hát chính thức của câu lạc bộ là "¡Hala Madrid!". Bản nhạc đã được sáng tác bởi các nhạc sĩ Tây Ban Nha gồm Marino García, José de Aguilar, Antonio Villena Sánchez và Indalecio Cisneros. Ca khúc được ra mắt vào năm 1952 trong lễ kỷ niệm sinh nhật lần thứ 50 của câu lạc bộ đã được ghi lại và trình bày.
Trong lễ kỷ niệm 100 năm thành lập của câu lạc bộ vào năm 2002, các thành viên cũ của ban nhạc Madrid Pop nổi tiếng là Mecano,  José María Cano và Placido Domingo biểu diễn ca khúc "Himno del Centenario" (tiếng Tây Ban Nha là  Bài ca của một trăm năm tuổi), nguyên chỉ dành cho lễ kỷ niệm, tuy nhiên, ca khúc đã được giữ nguyên bản và vẫn còn được bật trước mỗi trận đấu của Real Madrid tại sân Santiago Bernabéu, trong khi ca khúc chính thức "¡Hala Madrid!" thường được bật sau khi kết thúc trận đấu.
Là một phần trong lễ kỷ niệm sau khi giành cú "Decima", danh hiệu Champions League lần thứ mười trong lịch sử câu lạc bộ, nhà sản xuất âm nhạc RedOne đã trình bày một sáng tác của ông có tựa đề "Hala Madrid y Nada Más" (tiếng Tây Ban Nha là Madrid và không có gì khác).

### Real Madrid TV
Real Madrid TV là kênh truyền hình kỹ thuật miễn phí, điều hành bởi Real Madrid và các chuyên gia truyền thông câu lạc bộ Tây Ban Nha. Kênh có sẵn tiếng Tây Ban Nha và tiếng Anh.
Real Madrid từ năm 1999 đã tự phát hành một kênh truyền hình dưới dạng tư nhân, chương trình phát sóng 24 giờ mỗi ngày bao gồm tin tức hàng ngày từ câu lạc bộ và bóng đá thế giới, hình ảnh sống động trong việc việc đào tạo đội ngũ, phát thanh truyền hình của bóng đá năm qua, các báo cáo và những bức chân dung, cũng như truyền hình trực tiếp các trận đấu của đội trẻ Real Madrid Castilla (trước đây là Real Madrid B), hoặc nhóm trẻ khác của Real, mà hiện đang chơi ở giải vô địch Tây Ban Nha thứ ba.
Real Madrid TV cũng là một phần của các nhà cung cấp truyền hình kỹ thuật số Canal + (trên Astra 1KR và Hispasat 1E) và ZAP (Eutelsat 36B có sẵn). Một tiếng Anh phiên bản không được mã hóa trên Euro Bird 9A. Kể từ Tháng 12 năm 2014, kênh này cũng có sẵn thông qua chính thức ứng dụng thu phí của các câu lạc bộ.

## Kình địch

### El Clásico

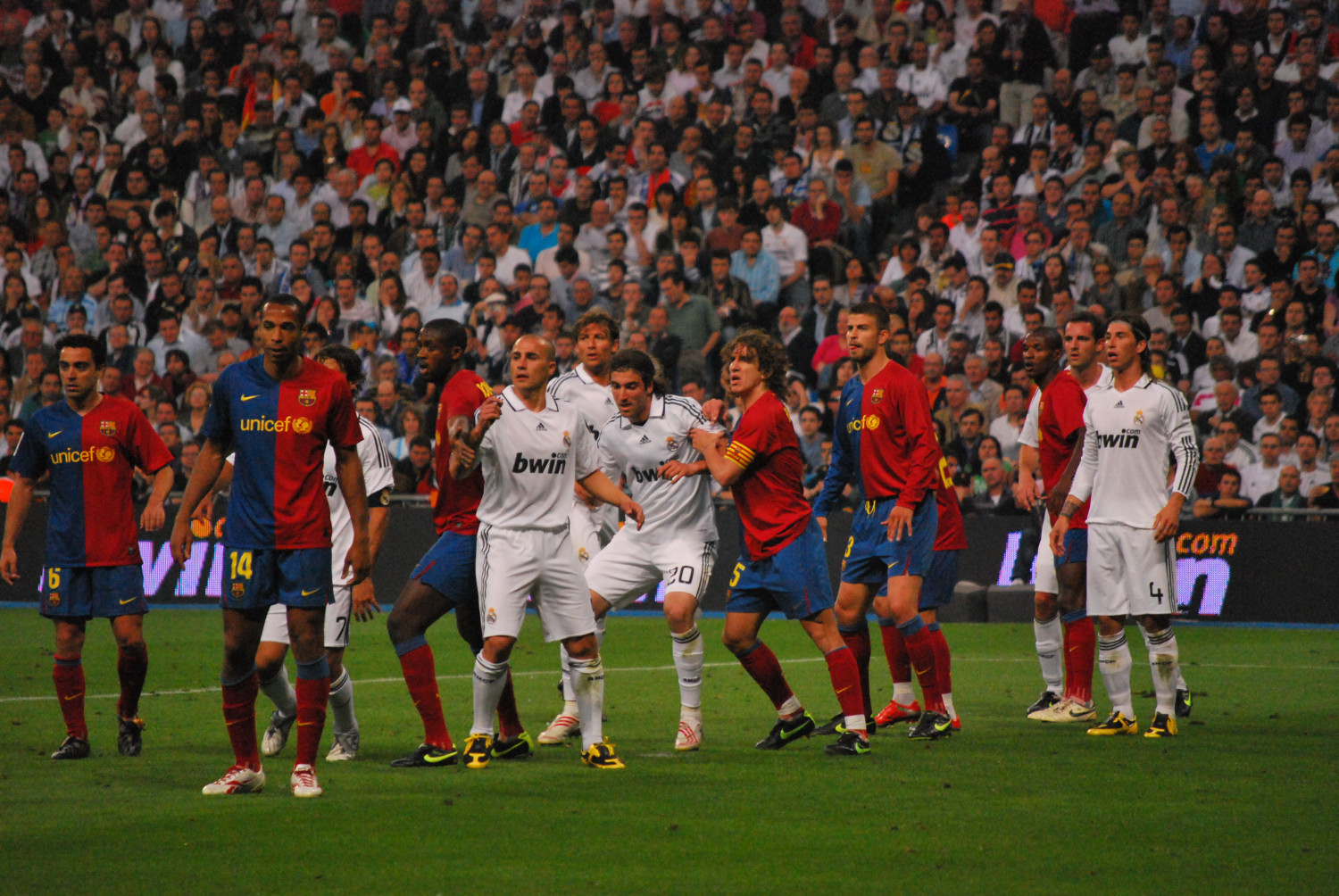
1 trận El Clásico năm 2009.

Từ đầu những năm 1900 cho đến trước năm 1916, mối quan hệ giữa Real Madrid và Barca luôn tốt đẹp, các trận đấu giữa họ đều diễn ra đầy tình hữu hảo. Khi đó, đại kình địch của Real Madrid là Athletic Club (nay là Athletic Bilbao), còn kẻ thù của Barca là đối thủ cùng thành phố Espanyol. Tuy nhiên, mọi chuyện bắt đầu thay đổi từ trận bán kết Copa del Rey 1916, khi đó chưa có luật bàn thắng sân khách. Vì vậy, sau 2 trận lượt đi và về, nếu mỗi đội thắng một lần, họ sẽ phải dẫn nhau đến một trận tie-breaker. Hồi đó cũng chưa xuất hiện loạt đá luân lưu. Thế nên, khi 2 đội hòa nhau ở trận tie-breaker, họ phải tiếp tục thi đấu một trận khác (gọi là play-off).
Năm đó, Barca và Real Madrid đụng nhau ở bán kết. Trong trận đấu đầu tiên, đội bóng xứ Catalan thắng 2-1. Đến trận lượt về, họ để thua Real Madrid 1-4. Trận tie-breaker đã được chọn diễn ra trên sân của Real Madrid. Thật không may, hôm đó 2 đội lại hòa nhau 4-4 trong thời gian thi đấu chính thức.
Đến khi đá play-off, Barca lúc đó dẫn 6-5. Nhưng ở những phút cuối, Real Madrid bất ngờ được trọng tài cho hưởng một quả penalty gây tranh cãi. Đó là quả phạt đền thứ ba dành cho Real Madrid chỉ trong trận này (có một quả bị sút hỏng). Quyết định của ông Berraondo đã khiến cầu thủ, BHL và cả CĐV của Barca vô cùng bất bình. Họ phản đối và gọi trọng tài Berraondo là quân kẻ cướp. Họ bày tỏ sự phẫn nộ bằng màn phá phách.
Thù hận giữa Real Madrid và Barca được manh nha từ đó, với trọng tài Berraondo (người từng thi đấu cho cả hai đội khi còn là cầu thủ) được xem là kẻ châm ngòi. Hai ngày sau đó, một trận tie-breaker tiếp theo lại diễn ra giữa Real Madrid và Barca. Lần này, bầu không khí thân thiện của những trận đấu trước không còn nữa.

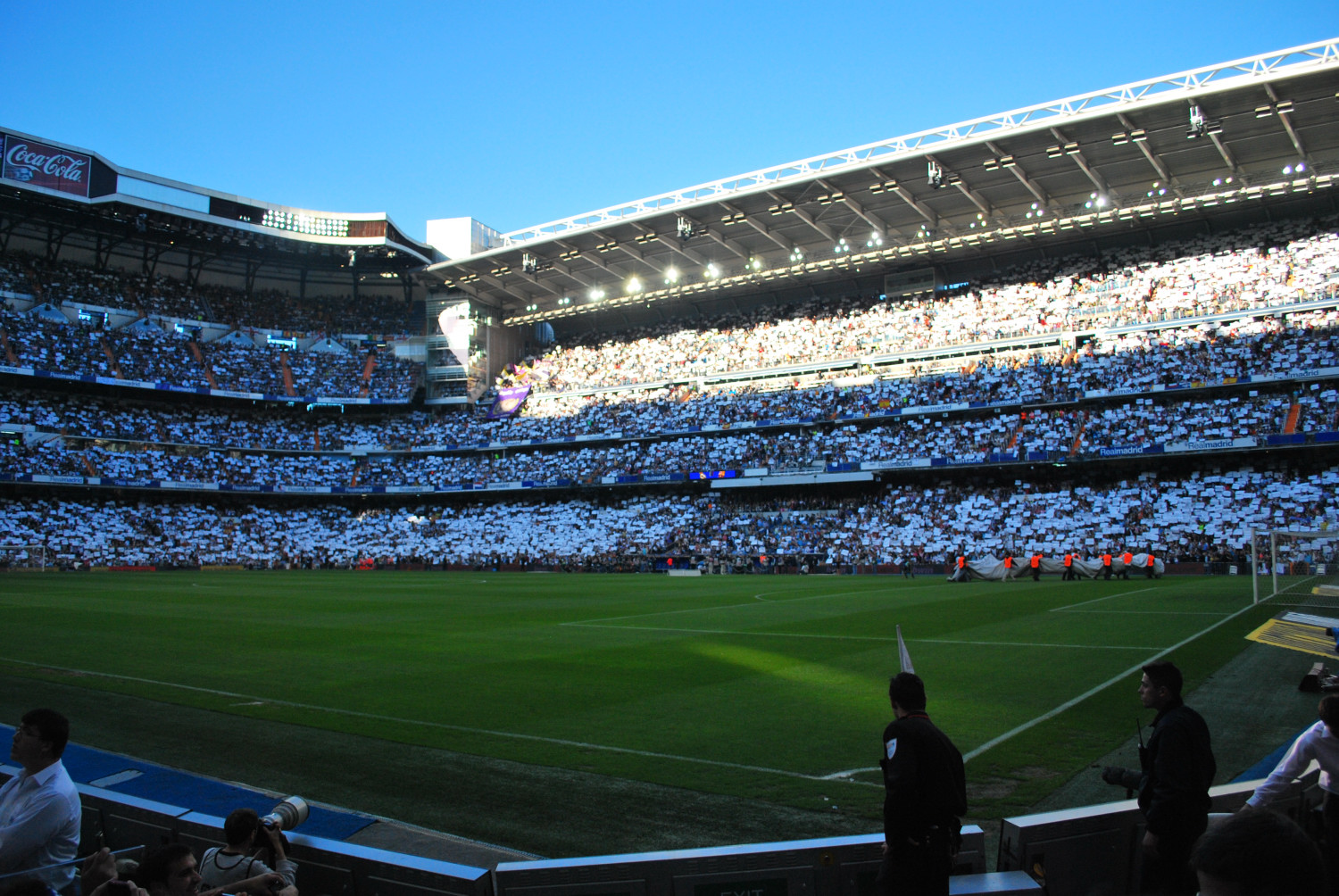
Bầu không khí trên khán đài trước khi diễn ra El Clásico năm 2009.

Trong trận chiến thứ 4 và là cuối cùng tại Cúp Nhà Vua giữa hai đội năm 1916, Barca nhanh chóng dẫn 2 bàn. Nhưng sau đó, họ bị đối phương gỡ hòa 2-2 trong 90 phút thi đấu chính thức, với 1 bàn gỡ được thực hiện từ chấm phạt đền. Khi hai đội tiếp tục phải đá play-off, Real Madrid có liền 2 bàn thắng. Nhưng các cầu thủ Barca đều cho rằng, đó là những bàn thắng không hợp lệ, đặc biệt là pha ghi bàn ở thế việt vị trong tình huống thứ 2. Vì thế, họ bỏ trận khi thời gian thi đấu vẫn còn 7 phút. Real Madrid hiển nhiên thắng 4-2 và giành quyền vào chung kết gặp Athletic Bilbao.
Điều trùng hợp định mệnh là trận chung kết năm đó lại được tổ chức ở chính thành phố Barcelona. Vì thế, sau khi Real Madrid thất thủ 0-4 ra về, dù được lực lượng an ninh bảo vệ, đội bóng thủ đô Madrid vẫn bị các CĐV của Barca tấn công. Họ hùa nhau ném đá vào xe bus chở Real Madrid. Họ nguyền rủa đội bóng Hoàng gia là kẻ bẩn thỉu và đáng phải chịu thất bại nhục nhã trước Bilbao. Kể từ hôm đó, mối hận giữa Real Madrid và Barca càng được khơi sâu.
Mối hận thù giữa 2 đội càng lúc càng nghiêm trọng và nó đã trở thành chồng chất khi cảnh sát của chế độ độc tài Francisco Franco bắt tống giam chủ tịch Josep Sunyol của Barca năm 1936 do những nhạy cảm trong vấn đề chính trị. Kể từ đó, Barca luôn bị xem là cái gai trong mắt của chế độ Franco và thường xuyên bị xử ép. Đặc biệt, sau khi Real Madrid cướp tay trên của đội bóng xứ Catalan tiền đạo lừng danh Alfredo Di Stefano, 2 đội chính thức tuyên bố mối quan hệ thù địch, với Barca là phe của người Catalan, còn Real Madrid thuộc về phe của Franco. Khái niệm El Clásico cũng bắt đầu xuất hiện ở thời kỳ này.
Năm 2000, mối quan hệ của Real Madrid và Barcelona ngày một căng thẳng khi Florentino Pérez đã cài điều khoản mua Luis Figo, cầu thủ xuất sắc nhất bên phía Barca thời bấy giờ do khi ấy tại Tây Ban Nha, mỗi cầu thủ đề có một điều khoản giải phóng hợp đồng, buộc câu lạc bộ chủ quản phải đồng ý phá vỡ. Khi Figo về với Real, các CĐV Barca liền đốt áo đấu và nguyền rủa anh tại Camp Nou, đỉnh điểm là 1 trận El Clasico vào ngày 23/11/2002 diễn ra trên sân của Barca, một chiếc đầu lợn đã ném xuống sân mỗi lúc Figo chuẩn bị thực hiện quả phạt góc.

### Derby Madrileño

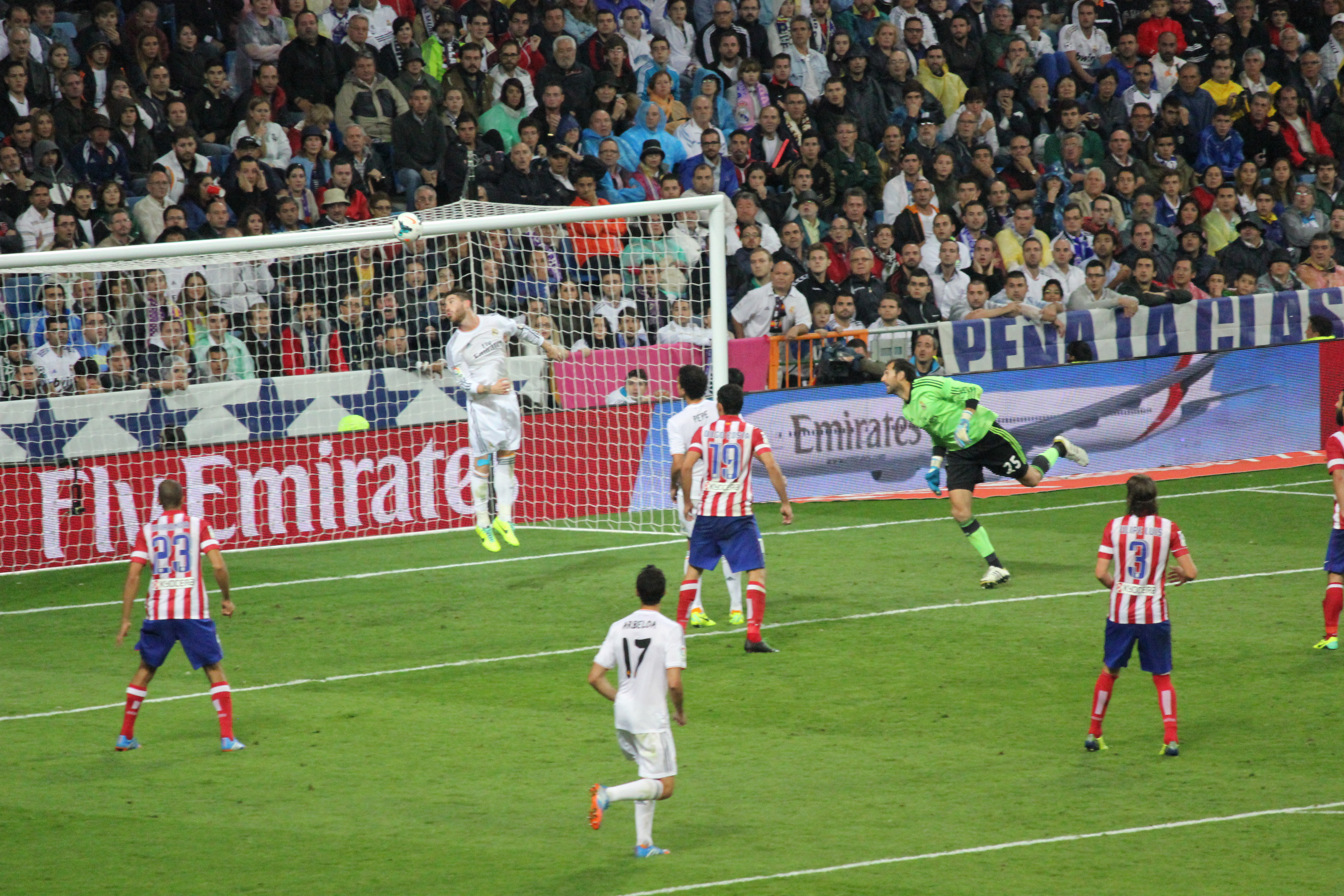
Derby Madrileño năm 2013

Đối thủ cùng thành phố của câu lạc bộ là Atlético Madrid. Atlético ban đầu được thành lập bởi ba sinh viên vào năm 1903, nó đã được sáp nhập vào năm 1904 bởi các thành viên bất đồng chính kiến của Madrid FC. Căng thẳng leo thang hơn nữa sau khi Atlético đã được sáp nhập với đội bóng đá của lực lượng không quân Tây Ban Nha (và do đó đổi tên thành Atlético Aviación), và trong những năm 1940, Atlético được coi là đội bóng ưa thích của chế độ Franco thời bấy giờ trước khi Real thành công ở châu Âu trong thập niên 1950. Hơn nữa, những người ủng hộ Real Madrid đến từ tầng lớp trung lưu và thượng lưu trong khi những người ủng hộ Atlético đến từ các tầng lớp lao động. Lần đầu hai đội gặp nhau lần đầu tiên vào ngày 21 tháng 2 năm 1929, đó là trận derby chính thức đầu tiên của giải vô địch quốc gia, và Real thắng 2-1.
Hai đội gặp nhau lần đầu tại cúp châu Âu là vào năm 1959, khi ấy tại vòng bán kết, Real thắng trận lượt đi 2-1 tại sân Bernabeu trong khi Atletico thắng 1-0 tại Metropolitano. Và trong trận đá lại Real dành chiến thắng thắng 2-1 trước Atlético.
Từ năm 1961 đến năm 1989, Real có một thời gian dài thống trị La Liga. Năm 1965, Atletico đã trở thành đội đầu tiên đánh bại Real tại Bernabeu trong 8 năm dù trước đó thành tích đối đầu của Real Madrid trước Atletico là rất thuận lợi. Mùa giải 2002-03, Real đã giành danh hiệu La Liga sau chiến thắng 4-0 trước Atlético tại sân vận động Vicente Calderón. Chiến thắng đầu tiên đầu tiên của Atlético trước đối thủ cùng thành phố kể từ năm 1999 là chiến thắng tại chung kết Copa del Rey năm 2013. Tại mùa giải UEFA Champions League 2013-14, cả Real và Atletico đều vào đến trận chung kết UEFA Champions League, trận chung kết đầu tiên có sự góp mặt của hai câu lạc bộ bóng đá đến từ cùng một thành phố và Real Madrid thắng với 4-1 trong hiệp phụ. Vào ngày 7 tháng 2 năm 2015, Real phải chịu thất bại đầu tiên của họ sau 14 năm tại Vicente Calderon với tỷ số 0-4. Ngày 28 tháng 5 năm 2016, Real và Atletico lại đối đầu nhau một lần nữa ở trận chung kết UEFA Champions League, 2 đội hòa 1-1 sau 120 phút và đội bóng Hoàng gia đã thắng 5-3 sau loạt sút luân lưu để có lần thứ 11 lên ngôi vô địch giải đấu bóng đá cấp độ câu lạc bộ danh giá nhất châu Âu, UEFA Champions League.

### El Viejo Clásico

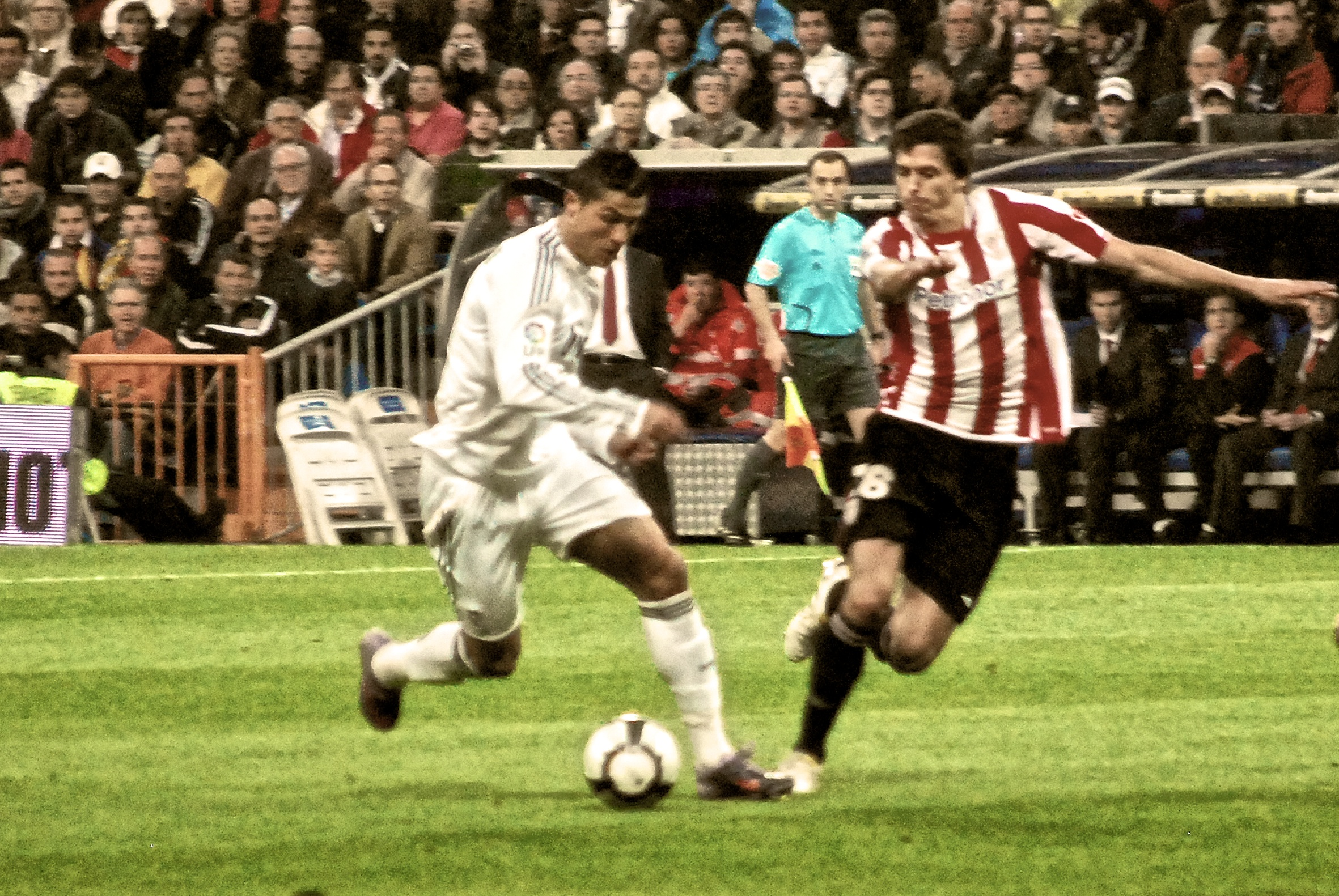
El Viejo Clásico năm 2009

Cùng với Real Madrid, Barcelona, một câu lạc bộ khác chưa từng xuống hạng trong lịch sử bóng đá Tây Ban Nha là Athletic Bilbao. Những trận đối đầu đỉnh cao giữa Real Madrid và Athletic Bilbao thường được gọi là El Viejo Clásico. Lần gặp nhau đầu tiên của họ diễn ra trong trận chung kết của phiên bản đầu tiên Cúp nhà Vua, vào ngày 8 tháng 4 năm 1903, khi đó Athletic Bilbao thắng với tỷ số 3-2. Các cầu thủ đến từ vùng xứ Basqué và Castilla đã gặp trong chín trận chung kết Cup giữa những năm 1903 dến 1958, Athletic giành được sáu chiến thắng trong tổng số những lần gặp mặt này.
Vào ngày 21 tháng 4 năm 1929, Real Madrid  và Athletic Bilbao đã gặp nhau lần đầu tiên tại La Liga, Real Madrid đã giành chiến thắng tại sân Chamartín với tỉ số 5-1. Hai câu lạc bộ đã sổ hữu mười sau 25 mùa giải đầu tiên (Athletic Bilbao sáu, và Real Madrid bốn). Trong tồi kỳ nội chiến Tây Ban Nha đến năm 1956, thời điểm đó Los Blancos đã trở thành câu lạc bộ chiếm ưu thế nhất Tây Ban Nha, với tổng cộng 16 danh hiệu. Trong thời đại đó, nhà độc tài Francisco Franco đã sử dụng Real Madrid (trụ sở tại thủ đô Madrid, nơi nắm giữ quyền lực) như một phương tiện để thúc đẩy chế độ của mình đối với người nước ngoài, trong khi Athletic Bilbao, câu lạc bộ lớn nhất ở xứ Basque, nơi vùng ngoại với phong tục tập quán và ngôn ngữ của họ đã bị chính quyền trung ương trấn áp đã không giành được bất kỳ danh hiệu nào trong thời kỳ này.
Vào mùa giải 2004-2005, Athletic Bilbao đã giành được chiến thắng trong cuộc đối đầu với Real Madrid, nhưng từ đó trở đi họ chỉ giành được 2 chiến thắng trên sân nhà trong 12 mùa giải liên tiếp cho tới mùa giải 2016-2017, và không giành được bất kỳ một điểm nào trong 12 trận đấu diễn ra tại Bernabéu với Real Madrid, trong khi đội bóng Hoàng gia thường ghi đến bốn hoặc năm bàn thắng trong những lần đối đầu. Trong giai đoạn đó, hai đội trận hòa gần đây nhất diễn ra vào năm 2006.

### Kình địch ở châu Âu

#### Bayern Munich

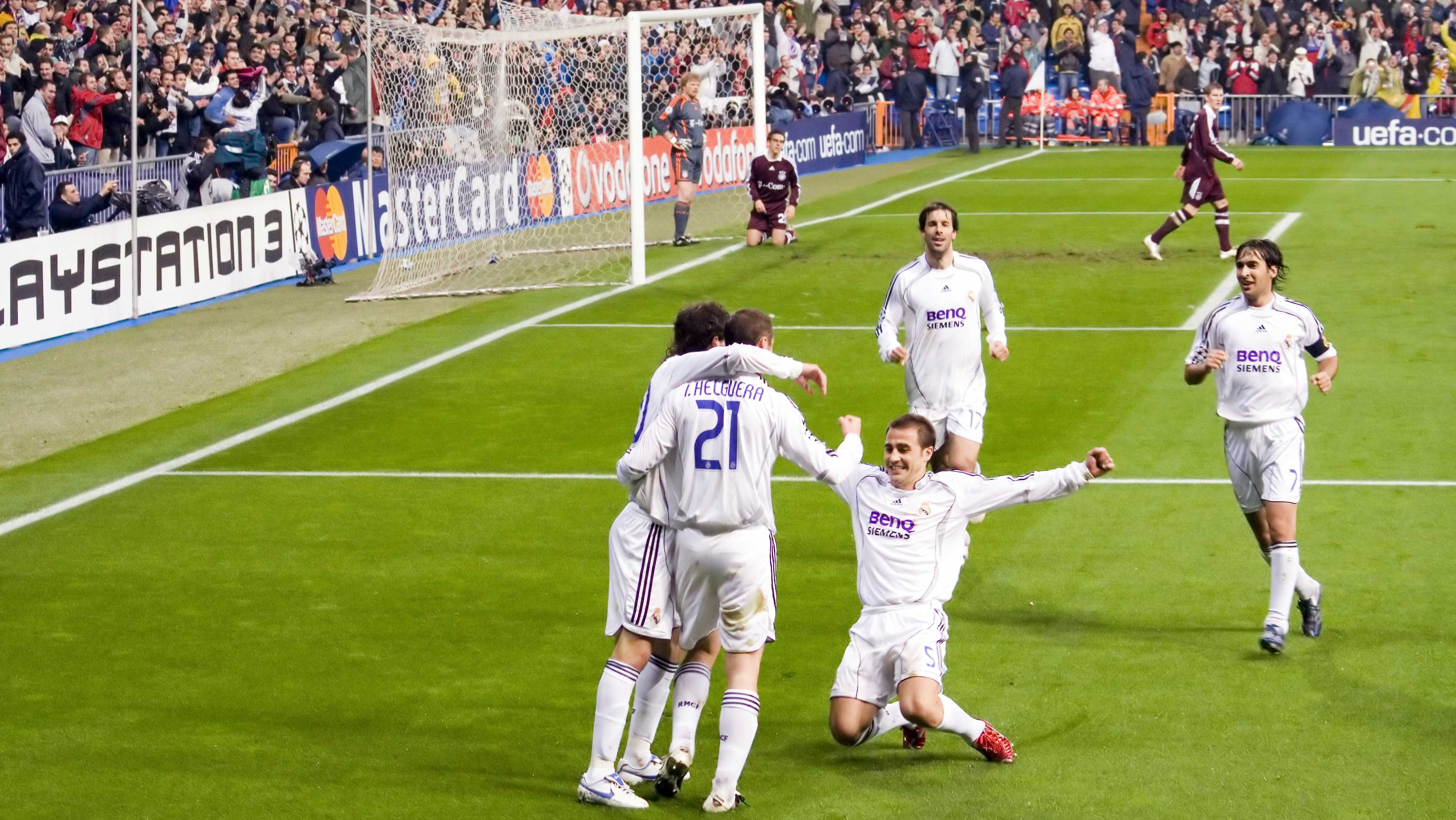
Real đối đầu Bayern năm 2007.

Real Madrid và Bayern Munich là hai trong số những câu lạc bộ thành công nhất tại đấu trường UEFA Champions League, hay các Cup châu Âu khác, Real vô địch mười ba lần và Bayern là sáu lần. Real Madrid và Bayern Munich là cặp đấu đầy duyên nợ nhất lịch sử Champions League với 26 lần đối đầu.
Trận thua đậm nhất nhất của Real trên sân nhà là tại vòng bảng thứ 2 Champions League, khi ấy Real tiếp Bayern vào ngày 8 tháng 3 năm 2000 và kết quả là Real thua 1-4. Sau đó hai đội lại gặp nhau ở bán kết năm đó, dù thua 1-2 ở lượt về nhưng do đã thắng 2-0 ở lượt đi, Real Madrid đã giành quyền vào chơi trận chung kết và giành chức vô địch. Một năm sau, Real và Bayern gặp nhau 1 lần nữa ở bán kết Champions League năm 2001, và Bayern đã phục thù thành công khi thắng Real cả hai lượt với tổng tỷ số 3-1. Các cổ động viên Real Madrid thường gọi Bayern là "Bestia negra" ("Black Beast").
Năm 2007, hai đội cũng gặp nhau ở vòng 1/16 cúp châu Âu, sau hai lượt đi và về, cả hai đội hòa nhau với tổng tỉ số 4-4, nhưng Bayern đi tiếp nhờ luật bàn thắng trên sân khách. Ngoài ra hai đội cũng đã gặp nhau tại bán kết Champions League 2011-12, kết quả là hòa 3-3 sau 2 lượt, trải qua 2 hiệp phụ và loạt sút luân lưu, Bayern đã giành chiến thắng 3-1 để vào trận chung kết. Sau đó, họ lại gặp nhau tại bán kết Champions League 2013-14, ở lượt đi, Real đã giành được thắng lợi bằng pha lập công duy nhất của tiền đạo Karim Benzema, và trận lượt về với 2 cú đúp của Sergio Ramos và Cristiano Ronaldo, Real đã đánh bại Bayern với tỷ số 4-0 ngay tại Munich, đó cũng là trận thắng đậm nhất của Real trước Bayern trên sân Allianz Arena.
Mùa giải 2016-17, Real Madrid và Bayern Munich đã gặp nhau tại vòng tứ kết UEFA Champions League. Tại trận lượt đi trên sân Allianz Arena, mặc dù đã có bàn thắng vượt lên dẫn trước, nhưng Bayern Munich đã để Real lội ngược dòng và có được chiến thắng 2-1. Sau đó ở trận lượt về trên đất Tây Ban Nha, Bayern Munich đã xuất sắc đánh bại Real Madrid với tỉ số 2-1 trong 90 phút thi đấu chính thức, và kéo trận đấu đến hiệp phụ. Nhưng vì lý do có quá nhiều trụ cột chấn thương, kèm theo thể lực không đảm bảo của các cầu thủ ra sân, nên Bayern đã để Real Madrid ghi liên tiếp 3 bàn và đành chấp nhận thất bại 2-4. Chung cuộc Real Madrid giành chiến thắng 6-3 để tiến vào vòng bán kết.
Ở ngay mùa giải sau đó, Real lại tái ngộ Bayern ở bán kết Champions League 2017/18. Ở lượt đi trên đất Đức, Bayern ghi bàn dẫn trước nhờ công của Joshua Kimmich nhưng sau đó Real đã thắng ngược 2-1 nhờ 2 pha lập công của Marcelo và Marco Asensio. Trong trận lượt về, Kimmich lại chọc thủng lưới Real ngay ở phút thứ 3 nhưng Karim Benzema đã tỏa sáng đúng lúc khi ghi liền 1 cú đúp giúp Real dẫn lại 2-1. Ngay sau đó, cầu thủ đang được Real cho mượn sang Bayern là James Rodríguez đã ghi bàn giúp Bayern gỡ hòa 2-2. Những phút cuối trận Bayern liên tục gia tăng sức ép vì họ chỉ cần một bàn nữa là đi tiếp, tuy nhiên Real đã giữ được thành quả và thắng chung cuộc 4-3 sau hai lượt trận. 2 đội sau đó gặp nhau tại bán kết Champions League 2023/24, lượt đi kết thúc với tỉ số 2-2 trên sân Allianz Arena và giúp Real thêm tự tin khi trở về Bernabeu ở trận tái đấu. Tại thủ đô Madrid, Hùm xám dẫn trước cho tới phút 88, trước khi cú đúp của Joselu lật ngược thế cờ cho Los Blancos ở phút bù giờ, và thắng chung cuộc 4-3 sau 2 lượt trận.

#### Juventus

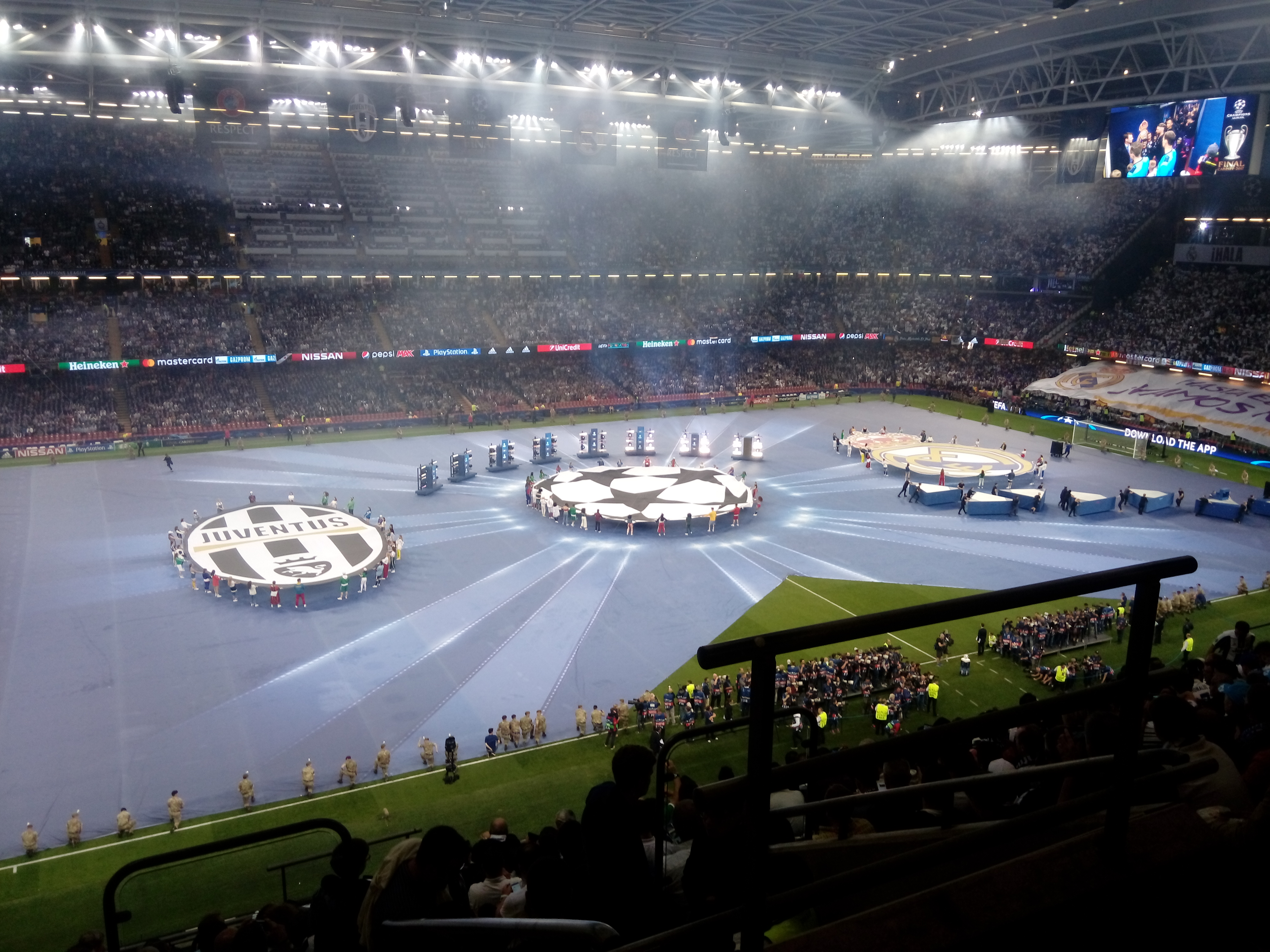
Trận chung kết Cúp châu Âu năm 2017.

Tại Cúp châu Âu, một đối thủ truyền thống khác của Real Madrid là câu lạc bộ đến từ Ý, Juventus. Đây được xem là một trong những trận đấu đáng xem nhất ở châu Âu giữa một đội bóng giàu truyền thống nhất Tây Ban Nha và một đội giàu truyền thống của Ý. Hai đội đã gặp nhau tổng cộng 20 lần và thành tích cân bằng cho cả hai với 9 chiến thắng cho mỗi đội và 2 trận hòa. Lần đầu tiên hai đội gặp nhau là tại vòng tứ kết Champions League mùa giải 1961-1962. Khi ấy tại trận lượt đi, Real Madrid đã đánh bại Juventus với tỉ số 1-0, còn trận lượt về kết quả ngược lại, 1-0 cho Juventus. Lúc ấy chưa có khái niệm hiệp phụ, hai đội buộc phải đá lại 1 trận để phân định thắng thua, kết quả đội bóng đến từ thủ đô Madrid giành chiến thắng với tỉ số 3-1 để vào vòng bán kết.
Cả hai đội còn gặp nhau nhiều lần sau đó. Tại mùa giải 2013-14, Real Madrid và Juventus nằm chung vòng bảng tại UEFA Champions League, tại trận lượt đi các cầu thủ Real Madrid đã đánh bại Juventus với tỉ số 2-1 trên sân Bernabeu, và lượt về sau đó hai đội hòa 2-2 tại Turin. Chính thành tích đối đầu không tốt trước Real Madrid khiến Juventus mùa giải năm ấy bị loại khỏi Cúp châu Âu ngay từ vòng bảng. Một năm sau đó, hai đội cũng chạm trán nhau tại bán kết UEFA Champions League mùa giải 2014-15. Ở trận lượt đi, cựu cầu thủ của Real đang thi đấu cho Juventus là tiền đạo Álvaro Morata ghi bàn mở tỉ số, Real có 1 bàn gỡ hòa nhờ công của Cristiano Ronaldo trước khi Carlos Tévez ấn định chiến thắng 2-1 cho Juve, tạo ra lợi thế nhỏ trước trận lượt về. Trận lượt về trên Sân vận động Santiago Bernabéu ở hiệp 1, Real Madrid đã có bàn thằng nhờ pha đá phạt đền của Ronaldo, tuy nhiên hiệp 2 Juventus có bàn thắng cân bằng tỉ số 1-1 của "người cũ" Real là Morata, đó là pha làm bàn cuối cùng của trận đấu. Kết quả hòa 1-1 và thua chung cuộc 2-3 sau hai lượt trận, Real Madrid bị loại khỏi Champions League năm ấy sau khi đã đăng quang cách đó 1 năm.
Mùa giải 2016-17, Real Madrid và Juventus đã đi đến trận đấu cuối cùng tại Champions League để tranh chức vô địch. Mùa giải ấy Real Madrid đang là đương kim vô địch châu Âu sau khi đã đánh bại Atletico Madrid tại trận chung kết mùa giải trước. Do vậy, cả thế giới đều dự đoán Juventus sẽ là nhà vô địch bởi chưa có đội bóng nào bảo vệ thành công chức vô địch châu Âu. Tuy nhiên trái với dự đoán, Real Madrid đã dễ dàng hạ đội đương kim vô địch đến từ Ý với tỉ số đậm 4-1 nhờ phong độ đang lên của Cristiano Ronaldo và trở thành đội bóng đầu tiên bảo vệ được chức vô địch Champions League.
Mùa giải 2017-18, Real tái ngộ Juventus ở tứ kết Champions League. Trong trận lượt đi trên sân Juventus Arena, Real đã chơi trên chân và thắng đậm 3-0 nhờ cú đúp của Ronaldo và bàn còn lại của Marcelo. Tuy nhiên ở lượt về, đội bóng nước Ý đã thi đấu quật khởi và dẫn lại 3-0 ngay trên sân Bernabeu nhờ cú đúp của Mario Mandžukić và 1 bàn khác của Blaise Matuidi. Tưởng chừng trận đấu sẽ bước vào hiệp phụ thì ngay phút cuối cùng, trọng tài người Anh Oliver đã thổi 1 quả penalty cho Real khi ông cho rằng tiền vệ Lucas Vázquez đã bị hậu vệ Medhi Benatia phạm lỗi trong vòng cấm. Quyết định này của ông Oliver khiến thủ môn Gianluigi Buffon vô cùng phẫn nộ và liên tục thóa mạ trọng tài, buộc Oliver phải rút thẻ đỏ truất quyền thi đấu của Buffon. Trên chấm phạt đền, Ronaldo đã khuất phục được thủ thành mới vào sân là Wojciech Szczęsny để ấn định kết quả 3-1, giúp Real vượt qua vòng tứ kết với tổng tỷ số 4-3.
Mặc dù là kình địch tại các giải Cúp châu Âu, tuy nhiên giữa Juventus và Real Madrid luôn có mối quan hệ tốt trong các vụ chuyển nhượng mà điển hình là trường hợp của tiền đạo Álvaro Morata, tiền vệ Zinédine Zidane, trung vệ Fabio Cannavaro hay Cristiano Ronaldo.

## Những thương vụ chuyển nhượng đình đám

### Chính sách Galacticos
Kể từ khi Florentino Pérez lên nắm quyền, ông đã biến Real Madrid thực sự trở thành ông hoàng trong những kỳ chuyển nhượng khi đổ tiền mua những cầu thủ xuất sắc với chính sách "Mỗi năm Bernabeu lại đón thêm một ngôi sao." Khái niệm Galacticos, có nghĩa là "Dải ngân hà" bắt đầu từ thời đó, ám chỉ một đội hình toàn ngôi sao. Real Madrid khi đó là một đội bóng chuyên mua về những ngôi sao có thành tích xuất sắc trên toàn thế giới về đội hình đắt giá của mình.
Thương vụ đầu tiên khi Perez lên nắm quyền chính là tiền vệ Luís Figo của đại kình địch Barca. Tiền vệ có lối chơi tấn công Figo lúc ấy đang là linh hồn của đội bóng xứ Catalan, với phong độ xuất sắc, Luis Figo nghiễm nhiên trở thành con bài khi Peréz đứng ra tranh cử chức chủ tịch Real Madrid. Nhìn thấy lỗ hổng trong bản hợp đồng của Figo bên phía Barca, ông đã cài điều khoản đặc biệt khiến Figo phải cập bến Real Madrid bất chấp sự phản đối từ phía CĐV đội bóng xứ Catalan. Figo đoạt giải thưởng Ballon d'Or năm 2000, sau đó gia nhập đội bóng hoàng gia với mức phí kỷ lục thời đấy là 60 triệu euro.
Còn Zinédine Zidane của Juventus F.C. tại Ý cũng đã giúp câu lạc bộ chủ quản của mình vào đến trận Chung kết UEFA Champions League 1998 trước khi để thua chính Real Madrid. Zidane đoạt giải thưởng Ballon d'Or 1998 và đã lọt vào mắt xanh của chủ tịch Florentino Pérez. Vào năm 2001 Perez dò la được Zidane thích đến một nhà hàng tại Pháp, ông liền có mặt như chuyện tình cờ và trong cuộc gặp ở nhà vệ sinh nam ông đã thuyết phục được Zidane gia nhập Real Madrid từ Juventus với giá 72 triệu euro, phá kỷ lục cũ của Figo. Và chính Zidane sau đó là người ghi bàn thắng quyết định trong trận Chung kết UEFA Champions League 2002 trước Bayer Leverkusen giúp Real Madrid lần thứ 9 lên ngôi vô địch.
Năm 2002, sau khi vô địch Giải bóng đá vô địch thế giới 2002cùng Đội tuyển bóng đá quốc gia Brasil, Ronaldo trở lại Ý với CLB chủ quản của mình, Inter Milan. Khi đó người đại diện bên phía Barca đã gặp Peréz, yêu cầu mua tiền đạo Morientes bên phía Real, đồng thời cũng liên hệ Inter để mua Ronaldo. Khi ấy Peréz yêu cầu bên phía Barca nhượng Ronaldo lại thì mới bán Morientes, và Barca đã gật đầu. Khi ấy Inter đã mua sẵn Hernán Crespo và để Ronaldo gia nhập Real Madrid nhưng rồi bất ngờ đã xảy ra, Barca thông báo không mua Morientes nữa, nhận ra đã bị Barca "chơi khăm" bởi nếu không bán được Morientes, Real sẽ không có tiền trả lương cho Ronaldo lẫn Morientes và đội bóng hoàng gia đành ngậm ngùi chấp nhận lỗ trong thương vụ này. Khi ấy Ballon d'Or 1997 & 2002 Ronaldo đã gia nhập Real Madrid với mức phí chuyển nhượng 45 triệu euro.
Vào năm 2003, mục tiêu của ông chính là tiền vệ David Beckham của Manchester United. Cầu thủ về nhì ở giải thưởng Ballon d'Or 1999, Beckham bất ngờ gia nhập đội chủ sân Bernabeu với giá 35 triệu euro. Đã có tin đồn rằng Beckham và Sir Alex đã có những xích mích trong phòng thay đồ và Real Madrid đã nhanh tay giành lấy chữ ký của tiền vệ người Anh dù trước đó Peréz đã tuyên bố sẽ không mua Beckham và Barca khi đó đã trả giá cao hơn trong cuộc đua để sở hữu tiền vệ này.
Đến giữa năm 2004, Perez chiêu mộ tiền đạo tài năng Michael Owen  của Liverpool với giá 8 triệu bảng, cầu thủ này trước đó cũng đã đoạt giải thưởng Ballon d'Or 2001.
Trong nhiệm kỳ thứ 2 khi Florentino Pérez lên nắm quyền, ông đã xây dựng chính sách Galacticos 2.0 của mình. Mục tiêu đầu tiên chính là siêu sao đang khoác áo Manchester United, Cristiano Ronaldo. Ronaldo đã vươn lên trở thành một trong những cầu thủ xuất sắc nhất thế giới khi giúp M.U vô địch và ghi bàn thắng trong trận Chung kết UEFA Champions League 2008 vào lưới Chelsea và đỉnh cao là đoạt Quả Bóng Vàng châu Âu năm 2008. Với thành tích ấn tượng trên, Ronaldo đã trở thành cầu thủ mà Pérez quyết mua bằng được. Pérez đã thuyết phục được cầu thủ người Bồ Đào Nha về với sân Bernabeu với mức giá 94 triệu euro, trở thành cầu thủ đắt giá nhất thời điểm ấy.
Một cầu thủ khác cũng có thành tích như Cristiano Ronaldo nằm trong danh sách ưa thích của Florentino Pérez là tiền vệ người Brazil, Kaká. Được Milan mua về từ năm 2003, cùng với danh hiệu vô địch World Cup 2002, Kaká trở thành một trong những tiền vệ công xuất sắc nhất thế giới. Việc giúp Milan giành chức vô địch UEFA Champions League 2006-07 và sau đó giành luôn danh hiệu Quả bóng vàng châu Âu năm 2007, Kaká đã được chèo kéo về Real Madrid. Năm 2009, Kaká chính thức đầu quân cho đội bóng áo trắng với mức phí chuyển nhượng 65 triệu euro. Có nhiều thông tin cho rằng, Kaká về Real là thỏa thuận ngầm của Florentino Pérez khi ông chưa đắc cử và chủ tịch của Milan, Silvio Berlusconi nhằm đẩy đương kim chủ tịch Real Madrid khi ấy là Ramón Calderón ra khỏi sân Bernabeu.
Tuy nhiên trong mùa giải đầu tiên của nhiệm kỳ thứ 2, Real Madrid của "bố già" Pérez lại tiếp tục trắng tay, nên ông luôn yêu cầu về chiều sâu đội hình. Sau đó chứng kiến phong độ cực kì xuất sắc của Luka Modrić và Gareth Bale trong màu áo Tottenham Hotspur giúp câu lạc bộ này thi đấu thăng hoa ở Giải ngoại hạng Anh, Real Madrid đã lên kế hoạch thâu tóm bộ đôi cầu thủ của CLB thành Luân Đôn. Đầu tiên, Pérez đã thuyết phục được Modric gia nhập Real với mức giá 30 triệu euro vào năm 2013, nhưng trong mùa giải đó, Real lại trắng tay, một điều khó chấp nhận, và hệ quả năm 2014, Real Madrid bỏ ra gần 100 triệu euro để đón Gareth Bale về Madrid, và trở thành bản hợp đồng đắt giá nhất khi ấy. Trong mùa giải đó, Bale đã có đóng góp giúp Real vô địch UEFA Champions League 2013-14.
Sau khi giành chiến thắng tại trận Chung kết UEFA Champions League 2014 và giành chức vô địch, Real Madrid đã trở thành điểm đến thu hút của nhiều ngôi sao trên thế giới. Đầu tiên, khi nhìn thấy hợp đồng giữa Toni Kroos và Bayern Munich đang bị trì trệ bởi những mâu thuẫn về mức lương trong khi hợp đồng giữa đôi bên chỉ còn đúng 1 năm, đồng thời tiền vệ Xabi Alonso cũng sẽ ra đi, Pérez biết Real Madrid cần 1 người để thay thế. Thế là ông đã nhanh tay đề ra bản hợp đồng hấp dẫn hơn, và kết quả Kroos đã về với đội bóng áo trắng với mức phí chỉ 25 triệu euro, thấp hơn nhiều so với giá trị của cầu thủ đã giúp Đội tuyển bóng đá quốc gia Đức giành chiến thắng tại Giải bóng đá vô địch thế giới 2014. Tuy không giúp Đội tuyển bóng đá quốc gia Colombia tiến sâu tại World Cup 2014, nhưng với phong độ xuất sắc và danh hiệu Vua phá lưới với 6 bàn thắng, James Rodríguez cũng đã được mời chào đến Madrid để chơi bóng. Mọi thỏa thuận đều diễn ra nhanh chóng và Real đã có chữ ký của tiền vệ công người Colombia này từ AS Monaco với giá 80 triệu euro, cao thứ 3 thế giới lúc đó.
Với việc sở hữu dàn cầu thủ giỏi như Cristiano Ronaldo, Gareth Bale, James Rodríguez, Toni Kroos hay Luka Modrić, Real Madrid sở hữu một dàn Galacticos mạnh không kém gì những Zinédine Zidane, Luís Figo, David Beckham hay Ronaldo trong nhiệm kỳ đầu của Pérez.

### Chính sách Galacticos trẻ hóa
Sau nhiều năm luôn săn đón để đem về những bản hợp đồng lớn với những ngôi sao đang ở tuổi chín của sự nghiệp, thì trong 2 mùa giải gần đây, Real Madrid đã thêm chính sách mua sắm khác nhằm trẻ hóa lực lượng đồng thời tạo điều kiện cho kế hoạch sử dụng lâu dài trong tương lai. Việc chủ tịch Peréz của Real Madrid luôn áp dụng chính sách mua sắm cũ đã khiến Real Madrid không sở hữu nhiều cầu thủ nội địa. Vì vậy trong những năm gần đây, Real đã vung tiền để bổ sung thêm những cầu thủ mang quốc tịch Tây Ban Nha với tuổi đời trẻ, có tiềm năng triển vọng hoặc những cầu thủ nước ngoài nhưng ở độ tuổi trẻ trung, đã khẳng định được đẳng cấp lứa trẻ về sân Bernabeu nhằm thay thế các trụ cột đã luống tuổi trong tương lai. Vào mùa hè 2015, Real Madrid đã thi hành chiến lược mua sắm này. Bản hợp đồng đầu tiên cho việc trẻ hóa nội địa là Marco Asensio. Đã có thông tin cho rằng, Rafael Nadal, một cổ động viên lớn của Real Madrid đã thuyết phục thành công đội bóng yêu thích của mình đem về tiền vệ 19 tuổi này bởi câu lạc bộ Real Mallorca, đội bóng chủ quản của Asensio khi ấy đồng thời cũng là nơi Nadal là một cổ đông. Sau đó, Florentino Peréz đã đem về một bản hợp đồng chất lượng khác ở vị trí hàng thủ, là hậu vệ 18 tuổi, Jesús Vallejo đến từ Real Zaragoza. Như vậy trong một mùa hè, chỉ với 8,5 triệu euro bỏ ra, Real Madrid đã sở hữu hai ngôi sao sáng giá của đội tuyển U21 Tây Ban Nha để phục vụ cho kế hoạch trong tương lai của mình.
Bước sang mùa hè 2017, sau khi đã dành chức vô địch Champions League trong 2 năm liên tiếp, với khoản tiền thưởng có được trong tay, Real đã mang về thêm một loạt cầu thủ trẻ khác. Đầu tiên họ đã gây sốc khi vung đến 45 triệu euro để mang về một cầu thủ chỉ mới 16 tuổi của Brazil, Vinícius Júnior đồng thời biến anh trở thành cầu thủ tuổi teen đắt giá nhất thế giới. Anh sẽ gia nhập sân Bernabeu vào năm 2019 sau khi được cho mượn tại câu lạc bộ Flamengo trong 2 năm. Tiếp theo đó, đội bóng hoàng gia lại chi tiếp số tiền 26 triệu euro để mang về hậu vệ cánh trái Theo Hernandez của kình địch cùng thành phố Atlético Madrid và đánh bại luôn đại kình địch lớn nhất của mình là Barcelona để giành được chữ ký của một sao trẻ người Tây Ban Nha khác đã chơi rất hay tại giải U21 Tây Ban Nha là Dani Ceballos. Ngoài ra Real còn đôn thêm Marcos Llorente từ đội trẻ Real Madrid Castilla lên đội một. Với việc cầu thủ Theo Hernanez đang mang quốc tịch Pháp và chuẩn bị nhập quốc tịch Tây Ban Nha, cùng với việc sở hữu Jesús Vallejo, Dani Ceballos, Marcos Llorente, lần đầu tiên trong hơn 3 thập kỷ, Real Madrid mới sở hữu hơn 3 tuyển thủ U21 Tây Ban Nha trong đội hình.

### Mối quan hệ với Jorge Mendés
Real Madrid giống như những câu lạc bộ nằm trên bán đảo Iberia khác, luôn tạo ra những mối quan hệ tốt với người đại diện của cầu thủ để nhờ đó có thể mang về những bom tấn với giá cả hợp lý. Các cầu thủ thuộc Mỹ Latin thường hay chọn người đại diện là Jorge Mendes, và hiển nhiên với một câu lạc bộ sở hữu nhiều cầu thủ Mỹ Latin như Real Madrid thì việc họ có một mối quan hệ tích cực với người đại diện được xem là "tay cò" hay nhất thế giới này cũng không phải là điều xa lạ. Sở dĩ câu lạc bộ có quan hệ tốt với Mendes bởi trong khoảng nửa đầu năm 2013, có tới 8 khách hàng của Mendes đang đầu quân cho Real Madrid.
Vào năm 2007, Real bắt đầu công cuộc tái thiết lại đội hình trước sự thống trị của Barcelona trong những năm gần đây, đội bóng áo trắng cần cải thiện lại hàng phòng ngự khi những công thần tại hậu tuyến này đã quá già nua và Mendes đã thuyết phục được trung vệ Pepe gia nhập đội chủ sân Bernábeu với giá 30 triệu euro. Trong quá khứ, Mendes từng giúp Real Madrid đạt được thỏa thuận có chữ kí của vị huấn luyện viên đồng hương José Mourinho khi ông này vừa đoạt cú ăn ba cùng Inter Milan trong năm 2010. Trong năm 2010, ngoài Mourinho, Mendés cũng giúp Real có được tiền vệ chạy cánh Ángel Di María từ Benfica. Một năm trước đó, ông cũng giúp Real Madrid có được chữ kí của một trong những ngôi sao sáng giá nhất thế giới thời điểm ấy, tiền đạo của Manchester United, Cristiano Ronaldo đồng thời cũng là người có mối quan hệ rất thân mật với ông. Trong giai đoạn Real Madrid dưới sự chỉ đạo của José Mourinho, danh sách cầu thủ của đội bóng áo trắng ngoài ra còn sở hữu rất nhiều cầu thủ mang quốc tịch Bồ Đào Nha khác, trong số đó có Fábio Coentrão, Ricardo Carvalho, tất cả đều là khách hàng của Mendes.
Trong năm 2014, Real cũng từng nhờ cậy đến Mendes để có được chữ ký của tiền vệ James Rodríguez sau khi anh này tỏa sáng rực rỡ trong màu áo đội tuyển Colombia tại World Cup ở Brazil. Mặc dù liên tục bị Monaco hét giá nhưng với tài thuyết phục của Mendes đã giúp Real có được sự phục vụ của "số 10" hào hoa này. Một năm sau, trong khi Real Madrid đang tìm một hậu vệ cánh để thay thế cho Álvaro Arbeloa đã ngoài 30 không còn đảm bảo yếu tố thể lực, và Mendes dẵ giúp đội bóng thủ đô Madrid qua mặt MU để sở hữu thêm một khách hàng của mình, là hậu vệ cánh Danilo của Porto nhờ mối quan hệ tốt với đội bóng Bồ Đào Nha này. Tuy nhiên không phải lúc nào Real Madrid cũng có thể chuyển nhượng thành công nhờ tài của Mendes. Cũng trong mùa hè 2015, sau khi giúp Real có Danilo, Mendes từng cố gắng "cài cắm" một khách hàng nữa của mình vào đội hình của Real Madrid, đó là thủ thành David de Gea. Khi đó De Gea chỉ còn một năm hợp đồng với MU, Mendes đã có thể giúp Real ép giá đội bóng nước Anh để có thể sở hữu thủ môn xuất sắc của đội tuyển Tây Ban Nha để thay thế cho tượng đài Iker Casillas đã ra đi. Tuy nhiên mọi nỗ lực đưa thủ thành De Gea của Manchester United về sân Bernabeu đã thất bại đúng vào phút chót của kỳ chuyển nhượng mặc dù cả hai bên đều đồng ý với mức phí chuyển nhượng.

### Những kỉ lục chuyển nhượng
Real Madrid nổi tiếng với những bản hợp đồng chuyển nhượng bom tấn, đáng nhớ nhất là Cristiano Ronaldo và Gareth Bale.
Kỉ lục giá mua:
| Cầu thủ           | Từ CLB             | Mức phí      | Thời gian | Nguồn   |
| ----------------- | ------------------ | ------------ | --------- | ------- |
| Gareth Bale       | Tottenham Hotspur  | €101,000,000 | 9/2013    | [ 194 ] |
| Eden Hazard       | Chelsea            | €100,000,000 | 6/2019    | [ 195 ] |
| Cristiano Ronaldo | Manchester United  | €94,000,000  | 6/2009    | [ 196 ] |
| Zinedine Zidane   | Juventus           | €75,000,000  | 7/2001    | [ 197 ] |
| James Rodríguez   | AS Monaco          | €80,000,000  | 7/2014    | [ 198 ] |
| Kaká              | AC Milan           | €68,500,000  | 6/2009    | [ 199 ] |
| Luís Figo         | Barcelona          | €54,800,000  | 7/2000    | [ 200 ] |
| Ronaldo           | Inter Milan        | €45,000,000  | 2/2002    | [ 201 ] |
| Thibaut Courtois  | Chelsea            | €45,000,000  | 10/8/2018 | [ 202 ] |
| Luka Modrić       | Tottenham Hotspur  | €42,350,000  | 9/2012    | [ 203 ] |
| Xabi Alonso       | Liverpool          | €42,350,000  | 8/2009    | [ 204 ] |
| Karim Benzema     | Olympique Lyonnais | €41,000,000  | 8/2009    | [ 205 ] |

Kỉ lục giá bán: 
| Cầu thủ           | Đến CLB           | Mức phí      | Thời gian | Nguồn   |
| ----------------- | ----------------- | ------------ | --------- | ------- |
| Cristiano Ronaldo | Juventus          | €105.000.000 | 7/2018    | [ 206 ] |
| Álvaro Morata     | Chelsea           | €80,000,000  | 7/2017    | [ 207 ] |
| Ángel Di María    | Manchester United | €75,000,000  | 8/2014    | [ 208 ] |
| Mesut Özil        | Arsenal           | €50,000,000  | 9/2013    | [ 209 ] |
| Robinho           | Manchester City   | €42,500,000  | 9/2008    | [ 210 ] |
| Gonzalo Higuaín   | Napoli            | €39,000,000  | 7/2013    | [ 211 ] |
| Nicolas Anelka    | PSG               | €35,600,000  | 7/2000    | [ 212 ] |
| Danilo            | Manchester City   | €30,000,000  | 7/2017    | [ 213 ] |
| Michael Owen      | Newcastle United  | €25,000,000  | 9/2005    | [ 214 ] |
| Jesé Rodríguez    | PSG               | €25,000,000  | 8/2016    | [ 215 ] |
| Arjen Robben      | Bayern München    | €24,000,000  | 8/2009    | [ 216 ] |

## Ban lãnh đạo
Cùng với Barcelona, Athletic Bilbao và Osasuna, Real Madrid mang cấu trúc tổ chức như một hiệp hội đã đăng ký. Điều này có nghĩa là Real Madrid thuộc sở hữu của tất cả những người ủng hộ họ, chủ tịch câu lạc bộ sẽ được bầu chọn thông qua những người ủng hộ. Chủ tịch câu lạc bộ không thể đầu tư tiền của mình vào câu lạc bộ mà câu lạc bộ chỉ có thể chi tiêu những khoản tiền do chính mình kiếm được. Nguồn thu nhập chủ yếu được đến từ việc bán áo đấu, shop lưu niệm, bản quyền truyền hình và tiền bán vé qua các trận đấu. Không giống như một công ty hạn chế, không một doanh nhân nào có thể mua cổ phiếu trong câu lạc bộ, bởi số lượt quyết định nằm ở các thành viên chính thức đã đăng ký. Các thành viên của Real Madrid, được gọi là socios, tạo thành một đoàn các đại biểu là cơ quan quản lý cao nhất của câu lạc bộ.

### Ban huấn luyện
| Vị trí                          | Tên                     |
| ------------------------------- | ----------------------- |
| HLV trưởng                      | Carlo Ancelotti         |
| Trợ lý HLV                      | Davide Ancelotti        |
| Trợ lý kỹ thuật HLV             | Francesco Mauri         |
| HLV trưởng thể lực              | Antonio Pintus          |
| Trợ lý HLV kỹ thuật và thể hình | Beniamino Fulco         |
| HLV thủ môn                     | Luis Llopis             |
| Nhà phân tích kỹ thuật          | Simone Montanaro        |
| Chuyên gia phục hồi             | José Carlos G. Parrales |

- Cập nhật: 27 tháng 8 năm 2021
- Nguồn:[217]

### Hội đồng quản trị
| Vị trí                       | Tên |
| ---------------------------- | --- |
| Chủ tịch                     | Florentino Pérez |
| Phó chủ tịch thường trực     | Fernando Fernández Tapias |
| Phó chủ tịch                 | Eduardo Fernández de Blas |
| Phó chủ tịch                 | Pedro López Jiménez |
| Chủ tịch danh dự             | Bỏ trống |
| Thư ký Hội đồng quản trị     | Enrique Sánchez González |
| Thành viên hội đồng quản trị | Ángel Luis Heras Aguado Santiago Aguadi García Jerónimo Farré Muncharaz Enrique Pérez Rodriguez Manuel Cerezo Velázquez José Sánchez Bernal Gumersindo Santamaría Gil Raúl Ronda Ortiz José Manuel Otero Lastre Nicolás Martín-Sanz García Catalina Miñarro Brugarolas |

- Cập nhật: 6 tháng 3 năm 2019
- Nguồn:  Lưu trữ ngày 1 tháng 8 năm 2020 tại Wayback Machine

## Thống kê

### Số trận đấu
Tính đến ngày 31 tháng 7 năm 2023, danh sách cầu thủ khoác áo nhiều nhất là:
| #  | Tên                  | Giai đoạn   | Số trận | Bàn thắng |
| -- | -------------------- | ----------- | ------- | --------- |
| 1  | Raúl González Blanco | 1994 - 2010 | 741     | 323       |
| 2  | Iker Casillas        | 1999 - 2015 | 725     | 0         |
| 3  | Manuel Sanchís       | 1983 - 2001 | 710     | 40        |
| 4  | Sergio Ramos         | 2005 - 2021 | 678     | 101       |
| 5  | Karim Benzema        | 2009 - 2023 | 648     | 354       |
| 6  | Santillana           | 1989 - 2003 | 645     | 290       |
| 7  | Fernando Hierro      | 1989 - 2003 | 601     | 127       |
| 7  | Francisco Gento      | 1953 - 1971 | 601     | 183       |
| 9  | José Antonio Camacho | 1973 - 1989 | 577     | 11        |
| 10 | Pirri                | 1964 - 1980 | 561     | 171       |

### Bàn thắng
Tính đến ngày 31 tháng 7 năm 2023, danh sách cầu thủ ghi bàn nhiều nhất là:
| #  | Tên                | Giai đoạn   | Bàn thắng | Số trận | Hiệu suất |
| -- | ------------------ | ----------- | --------- | ------- | --------- |
| 1  | Cristiano Ronaldo  | 2009 - 2018 | 450       | 438     | 1.03      |
| 2  | Karim Benzema      | 2009 - 2023 | 354       | 648     | 0.55      |
| 3  | Raúl               | 1994 - 2020 | 323       | 741     | 0.44      |
| 4  | Alfredo Di Stéfano | 1953 - 1964 | 308       | 396     | 0.78      |
| 5  | Carlos Santillana  | 1971 - 1988 | 290       | 645     | 0.45      |
| 6  | Ferenc Puskás      | 1958 - 1966 | 242       | 262     | 0.92      |
| 7  | Hugo Sànchez       | 1985 - 1992 | 208       | 282     | 0.74      |
| 8  | Francisco Gento    | 1952 - 1970 | 179       | 599     | 0.3       |
| 9  | Pirri              | 1964 - 1979 | 172       | 561     | 0.3       |
| 10 | Emilio Butragueño  | 1983 - 1995 | 171       | 463     | 0.37      |

### Số kiến tạo
Tính đến 31/07/2023, danh sách cầu thủ kiến tạo nhiều nhất là:
| Hạng | Cầu thủ           | Thời gian | Số kiến tạo | Số trận | Hiệu suất |
| ---- | ----------------- | --------- | ----------- | ------- | --------- |
| 1    | Karim Benzema     | 2009-2023 | 165         | 648     | 26%       |
| 2    | Cristiano Ronaldo | 2009-2018 | 131         | 438     | 30%       |
| 3    | Raúl González     | 1994-2010 | 108         | 741     | 15%       |

## Đội hình
Các đội Tây Ban Nha được giới hạn ở ba cầu thủ không có quốc tịch EU. Danh sách đội chỉ bao gồm quốc tịch chính của mỗi cầu thủ; một số cầu thủ không phải người châu Âu trong đội có hai quốc tịch với một quốc gia EU. Ngoài ra, người chơi từ các quốc gia ACP ở Châu Phi, Caribe và Thái Bình Dương là các bên ký kết Thỏa thuận Cotonou không được tính vào hạn ngạch ngoài EU do phán quyết Kolpak.

### Đội hình chính
Tính đến ngày 1 tháng 9 năm 2024
Ghi chú: Quốc kỳ chỉ đội tuyển quốc gia được xác định rõ trong điều lệ tư cách FIFA. Các cầu thủ có thể giữ hơn một quốc tịch ngoài FIFA.
| Số | VT | Quốc gia    | Cầu thủ                  |
| -- | -- | ----------- | ------------------------ |
| 1  | TM | Bỉ          | Thibaut Courtois         |
| 2  | HV | Tây Ban Nha | Dani Carvajal (đội phó)  |
| 3  | HV | Brasil      | Éder Militão             |
| 4  | HV | Áo          | David Alaba              |
| 5  | TV | Anh         | Jude Bellingham          |
| 6  | TV | Pháp        | Eduardo Camavinga        |
| 7  | TĐ | Brasil      | Vinícius Júnior          |
| 8  | TV | Uruguay     | Federico Valverde        |
| 9  | TĐ | Pháp        | Kylian Mbappé            |
| 10 | TV | Anh         | Luka Modrić (đội trưởng) |
| 11 | TĐ | Brasil      | Rodrygo                  |

| Số | VT | Quốc gia    | Cầu thủ             |
| -- | -- | ----------- | ------------------- |
| 13 | TM | Ukraina     | Andriy Lunin        |
| 14 | TV | Pháp        | Aurélien Tchouaméni |
| 15 | TV | Thổ Nhĩ Kỳ  | Arda Güler          |
| 16 | TĐ | Brasil      | Endrick             |
| 17 | HV | Tây Ban Nha | Lucas Vazquez       |
| 18 | HV | Tây Ban Nha | Jesús Vallejo       |
| 19 | TV | Tây Ban Nha | Dani Ceballos       |
| 20 | HV | Tây Ban Nha | Fran García         |
| 21 | TV | Tây Ban Nha | Brahim Díaz         |
| 22 | HV | Đức         | Antonio Rüdiger     |
| 23 | HV | Pháp        | Ferland Mendy       |

### Đội dự bị
Ghi chú: Quốc kỳ chỉ đội tuyển quốc gia được xác định rõ trong điều lệ tư cách FIFA. Các cầu thủ có thể giữ hơn một quốc tịch ngoài FIFA.
| Số | VT | Quốc gia    | Cầu thủ          |
| -- | -- | ----------- | ---------------- |
| 26 | TM | Tây Ban Nha | Fran González    |
| 29 | HV | Maroc       | Youssef Enríquez |
| 30 | TĐ | Tây Ban Nha | Gonzalo García   |
| 31 | HV | Tây Ban Nha | Jacobo Ramón     |
| 32 | TV | Tây Ban Nha | Manuel Ángel     |
| 33 | TV | Tây Ban Nha | Antonio David    |
| 34 | TM | Tây Ban Nha | Sergio Mestre    |
| 35 | HV | Tây Ban Nha | Raúl Asencio     |
| 36 | TV | Tây Ban Nha | Chema Andrés     |

| Số | VT | Quốc gia    | Cầu thủ        |
| -- | -- | ----------- | -------------- |
| 38 | HV | Tây Ban Nha | David Jiménez  |
| 39 | HV | Tây Ban Nha | Lorenzo Aguado |
| 40 | TV | Tây Ban Nha | Hugo de Llanos |
| 41 | HV | Tây Ban Nha | Jesús Fortea   |
| 42 | TĐ | Tây Ban Nha | Daniel Yáñez   |
| 43 | HV | Tây Ban Nha | Diego Aguado   |
| 44 | TĐ | Tây Ban Nha | Víctor Muñoz   |
| 47 | TV | Tây Ban Nha | Pol Fortuny    |
| 48 | HV | Tây Ban Nha | Mario Rivas    |

### Cho mượn
Ghi chú: Quốc kỳ chỉ đội tuyển quốc gia được xác định rõ trong điều lệ tư cách FIFA. Các cầu thủ có thể giữ hơn một quốc tịch ngoài FIFA.
| Số | VT | Quốc gia    | Cầu thủ                                                |
| -- | -- | ----------- | ------------------------------------------------------ |
| —  | HV | Tây Ban Nha | Rafael Obrador (tại Deportivo La Coruña đến 30/6/2025) |
| —  | HV | Tây Ban Nha | Marvel (tại Córdoba đến 30/6/2025)                     |

| Số | VT | Quốc gia    | Cầu thủ                                     |
| -- | -- | ----------- | ------------------------------------------- |
| —  | TV | Tây Ban Nha | Mario Martín (tại Valladolid đến 30/6/2025) |
| —  | TĐ | Uruguay     | Álvaro Rodríguez (tại Getafe đến 30/6/2025) |

### Các cầu thủ khác theo hợp đồng
Ghi chú: Quốc kỳ chỉ đội tuyển quốc gia được xác định rõ trong điều lệ tư cách FIFA. Các cầu thủ có thể giữ hơn một quốc tịch ngoài FIFA.
| Số | VT | Quốc gia    | Cầu thủ       |
| -- | -- | ----------- | ------------- |
| —  | HV | Tây Ban Nha | Sergio Santos |
| —  | TV | Tây Ban Nha | Marvin Park   |

| Số | VT | Quốc gia | Cầu thủ |
| -- | -- | -------- | ------- |
| —  | TV | Brasil   | Reinier |

## Thành tích

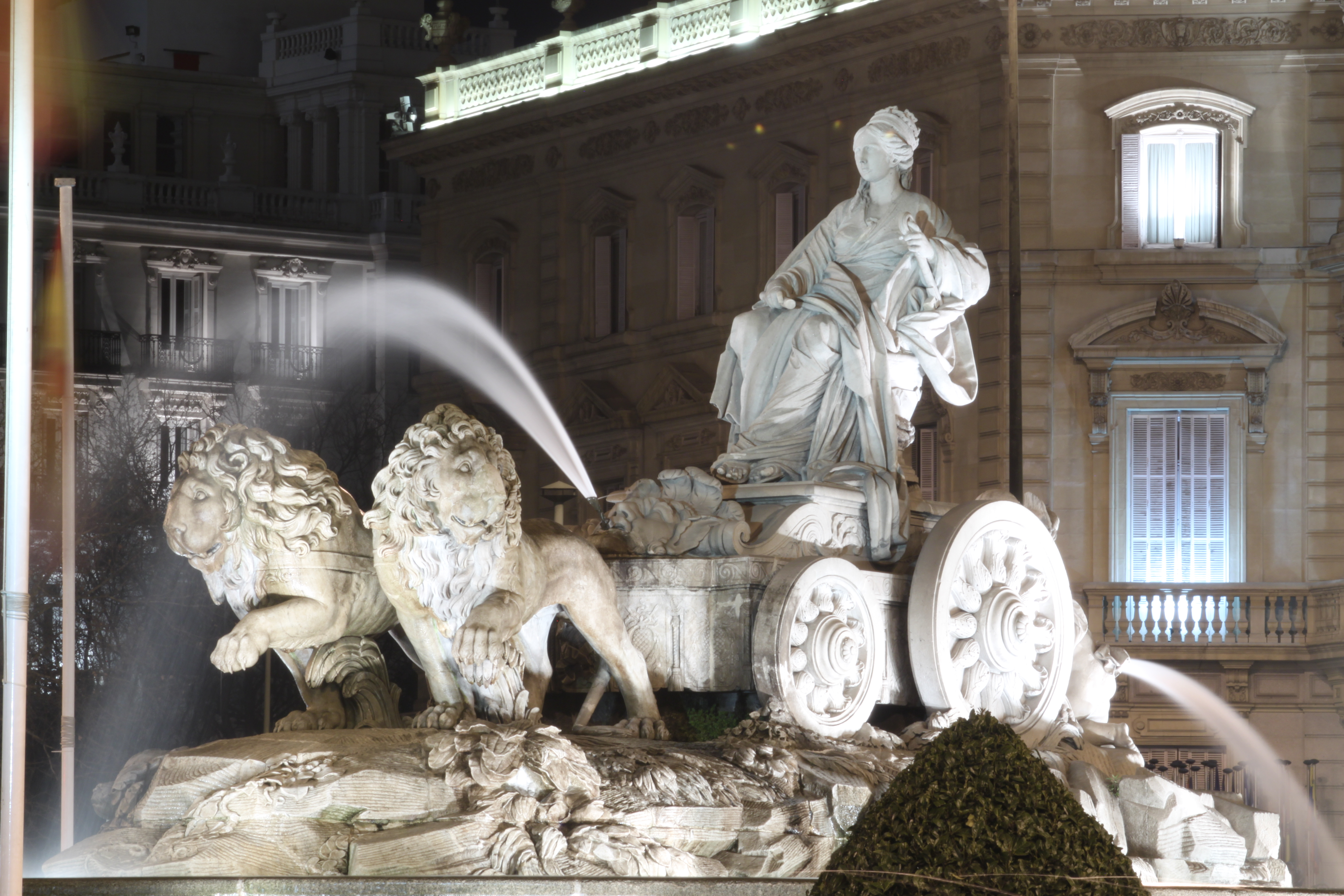
Quảng trường Cibeles, nơi CLB thường xuyên diễu hành chức vô địch.

Real Madrid trong lịch sử 123 năm tồn tại đã giành được nhiều danh hiệu quốc gia và quốc tế. Trong số đó nổi bật nhất là 14 danh hiệu vô địch châu Âu, 2 UEFA Cup, 4 siêu cúp châu Âu, 3 Cúp liên lục địa và 4 FIFA Club World Cup, còn về danh hiệu quốc nội, đội bóng hoàng gia đã vô địch La Liga tổng cộng 35 lần, nhiều nhất tại Tây Ban Nha cùng 19 Cup Nhà Vua Tây Ban Nha, 12 Siêu cúp Tây Ban Nha, 1 Copa Eva Duarte và 1 League Cup.
Được công nhận là  câu lạc bộ tốt nhất của thế kỷ XX bởi FIFA, Real Madrid cũng là câu lạc bộ duy nhất sở hữu chiếc cúp phiên bản gốc, được UEFA trao cho nhờ sự thành công tại đấu trường này, cho phép đội bóng được quyền in trên tay áo bên trái của bộ đồng phục danh hiệu vô địch nhiều nhất của giải đấu.
Đối với chuỗi thành tích bất bại, câu lạc bộ tự hào có giai đoạn bất bại dài nhất của bóng đá Tây Ban Nha. Giữa năm 2016 và 2017 câu lạc bộ duy trì một chuỗi bốn mươi trận liên tiếp bất bại trên mọi đấu trường.

#### Danh hiệu chính thức
Quốc gia
- La Liga: 36 lần (kỷ lục)

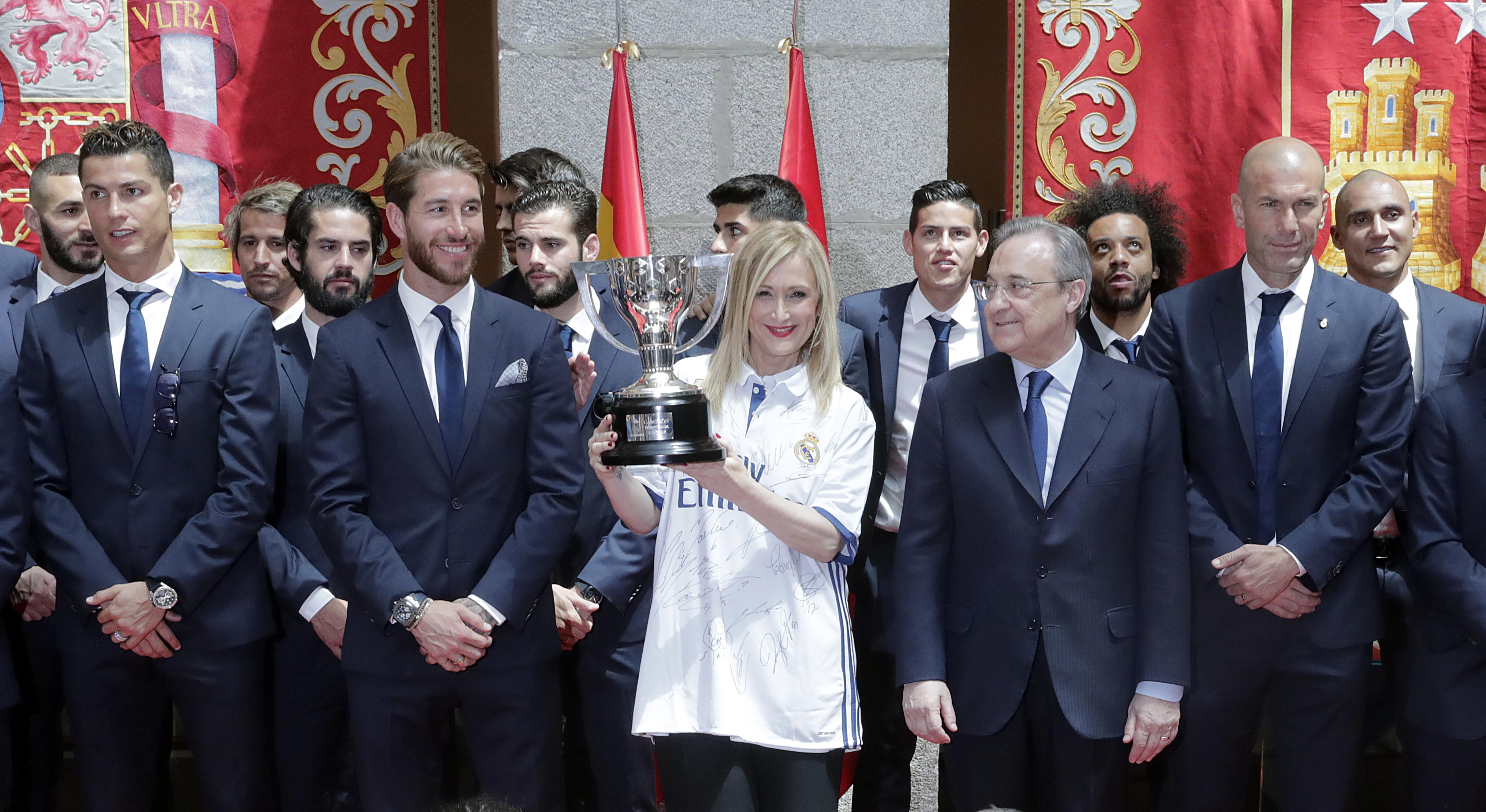
Chức vô địch La Liga 2017.

  - 1931/32; 1932/33; 1953/54; 1954/55; 1956/57; 1957/58; 1960/61; 1961/62; 1962/63; 1963/64 
  - 1964/65; 1966/67; 1967/68; 1968/69; 1971/72; 1974/75; 1975/76; 1977/78; 1978/79; 1979/80 
  - 1985/86; 1986/87; 1987/88; 1988/89; 1989/90; 1994/95; 1996/97; 2000/01; 2002/03; 2006/07 
  - 2007/08; 2011/12; 2016/17; 2019/20; 2021/22; 2023/24
- Copa del Rey: 20 lần
  - 1904/05; 1905/06; 1906/07; 1907/08; 1916/17; 1933/34; 1935/36; 1945/46; 1946/47; 1961/62 
  - 1969/70; 1973/74; 1974/75; 1979/80; 1981/82; 1988/89; 1992/93; 2010/11; 2013/14; 2022/23
- Siêu Cúp Tây Ban Nha (Supercopa de España): 13 lần
  - 1988; 1989; 1990; 1993; 1997; 2001; 2003; 2008; 2012; 2017 
  - 2019-20; 2021-22; 2023-24
- Cúp Liên đoàn bóng đá Tây Ban Nha (Copa de la Liga): 1 lần
  - 1984/85
- Siêu Cúp Tây Ban Nha (Copa Eva Duarte): 1 lần

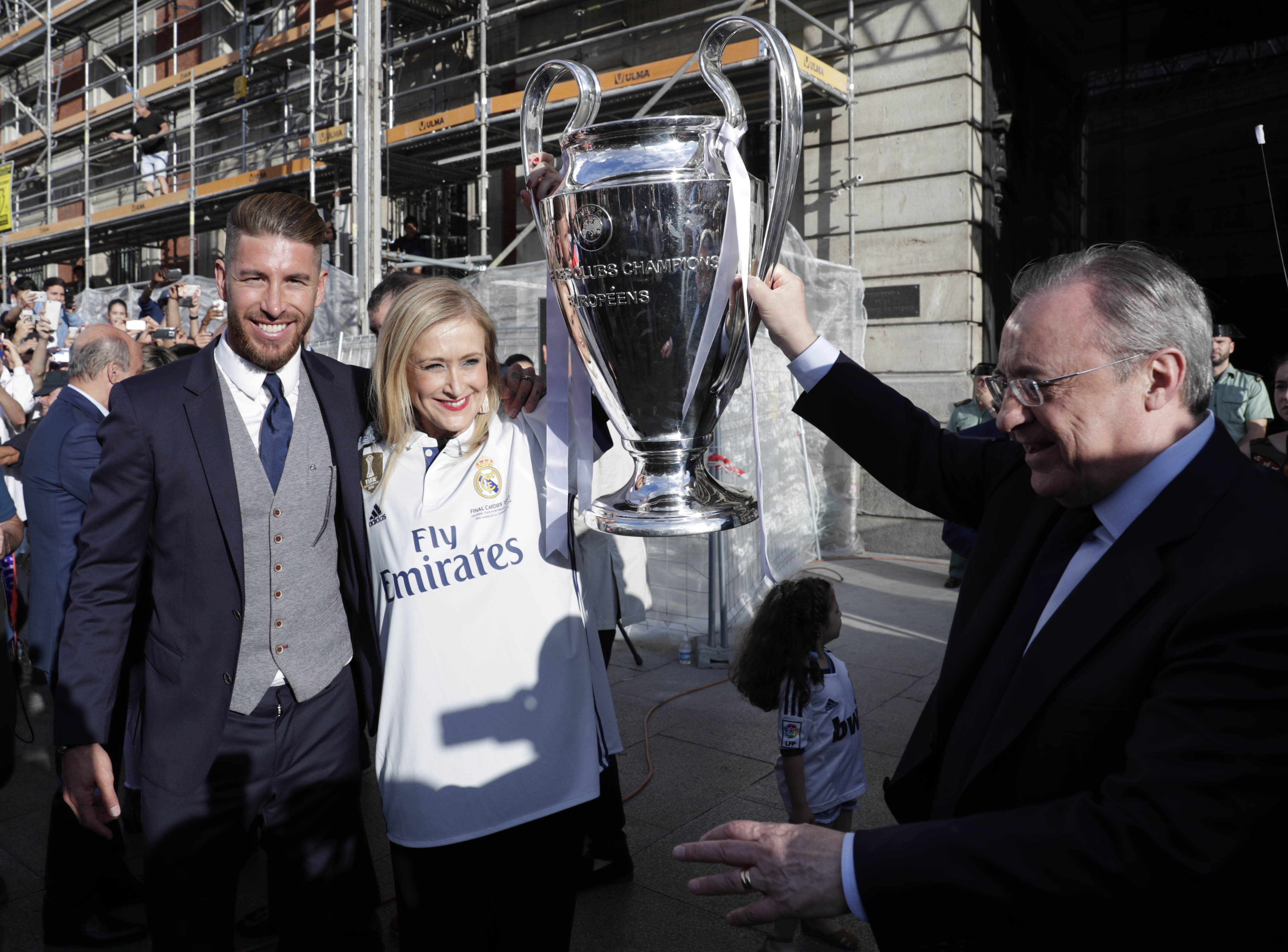
Chức vô địch châu Âu năm 2017.

  - 1947

Quốc tế
- UEFA Champions League/Cúp C1: 15 lần (kỷ lục)
  - 1955/56, 1956/57, 1957/58, 1958/59, 1959/60, 1965/66, 1997/98, 1999/00, 2001/02, 2013/14 
  - 2015/16, 2016/17, 2017/18, 2021/22, 2023/24
- Tập tin:UEFA Cup (adjusted).png UEFA Cup: 2 lần
  - 1985, 1986
- UEFA Super Cup/Siêu cúp bóng đá châu Âu: 6 lần (kỷ lục)
  - 2002, 2014, 2016, 2017, 2022, 2024
- Intercontinental Cup: 3 lần (kỷ lục của Tây Ban Nha)
  - 1960, 1998, 2002
- FIFA Club World Cup: 5 lần (kỉ lục)
  - 2014, 2016, 2017, 2018, 2022

### Các giải thưởng khác
- Cúp Santiago Bernabéu (26): 
  - 1981; 1983; 1984; 1985; 1987; 1989; 1991; 1994; 1995; 1996;
  - 1997; 1998; 1999; 2000; 2003; 2005; 2006; 2007; 2008; 2009;
  - 2010; 2011; 2012; 2013; 2015; 2016
- Cúp Latin (2): 1955; 1957.
- Cúp Bách niên AC Milan (1): 2000.
- Cúp Thế giới Nhỏ (2): 1952; 1956.
- Cúp Teresa Herrera (9): 1949; 1953; 1966; 1976; 1978;1979; 1980; 1994; 2013.
- Cúp Thành phố Barcelona (3): 1983; 1985; 1988.
- Cúp Ramón de Carranza (6): 1958; 1959; 1960; 1966; 1970; 1982.
- Cúp Benito Villamarín (1): 1960.
- Cúp Thành phố La Línea (5): 1978; 1981; 1982; 1986; 2000.
- Cúp Ciutat de Palma (4): 1975; 1980; 1983; 1990.
- Cúp Euskadi Asegarce (3): 1994; 1995; 1996.
- Cúp Colombino (3): 1970; 1984; 1989.
- Cúp Thành phố Vigo (2): 1951; 1982.
- Cúp Cam (Orange Cup) (2): 1990; 2003.
- Cúp Mohamed V (1): 1966.
- Cúp Thành phố Caracas (1): 1980.
- Cúp Iberia (1): 1994.
- Cúp Mancomunado (5): 1931/32; 1932/33; 1933/34; 1934/35; 1935/36.
- Cúp Año Santo Compostelano (1): 1970.
- Guinness International Champions Cup (3): 2013; 2015 (2 lần - ICC Australia, ICC China).

## Chủ tịch câu lạc bộ
| Các đời chủ tịch \| - 1890-1902: Julian Palacios - 1902-1904: Juan Padros - 1904-1908: Carlos Padros - 1908-1916: Adolfo Melendez - 1916-1926: Pedro Parages - 1926-1930: Luis Urquijo - 1930-1935: Luis Usera - 1935-1936: Rafael Sanchez - 1936-1940: Adolfo Melendez - 1940-1943: Antonio Peralba \| - 1943-1978: Santiago Bernabeu - 1978-1985: Luis Carlos - 1985-1995: Ramon Mendoza - 1995-2000: Lorenzo Sanz - 2000-2006: Florentino Pérez - 2006-2006: Fernando Alvarez - 2006-2006: Luis Gomez - 2006-2009: Ramon Calderon - 2009-2009: Vicente Boluda - 2009-nay: Florentino Pérez \| | |
| - 1890-1902: Julian Palacios - 1902-1904: Juan Padros - 1904-1908: Carlos Padros - 1908-1916: Adolfo Melendez - 1916-1926: Pedro Parages - 1926-1930: Luis Urquijo - 1930-1935: Luis Usera - 1935-1936: Rafael Sanchez - 1936-1940: Adolfo Melendez - 1940-1943: Antonio Peralba | - 1943-1978: Santiago Bernabeu - 1978-1985: Luis Carlos - 1985-1995: Ramon Mendoza - 1995-2000: Lorenzo Sanz - 2000-2006: Florentino Pérez - 2006-2006: Fernando Alvarez - 2006-2006: Luis Gomez - 2006-2009: Ramon Calderon - 2009-2009: Vicente Boluda - 2009-nay: Florentino Pérez |

Từ ngày thành lập đến nay, các chủ tịch câu lạc bộ Real Madrid đều là người Tây Ban Nha.

## Huấn luyện viên
Danh sách này chỉ liệt kê những huấn luyện viên đã từng giành được một chức vô địch nào đó với đội bóng
| Tên                | Giai đoạn                    |
| ------------------ | ---------------------------- |
| Arthur Johnson     | 1910–20                      |
| Lippo Hertzka      | 1930–32                      |
| Robert Firth       | 1932–34                      |
| Francisco Bru      | 1934–36, 1939–41             |
| Jacinto Quincoces  | 1945–46, 1947–48             |
| Baltasar Albéniz   | 1946–47, 1950–51             |
| Enrique Fernández  | 1953–54                      |
| José Villalonga    | 1954–57                      |
| Luis Carniglia     | 1957–59, 1959                |
| Miguel Muñoz       | 1959, 1960–74                |
| Miljan Miljanić    | 1974–77                      |
| Vujadin Boškov     | 1979–82                      |
| Luis Molowny       | 1974, 1977–79, 1982, 1985–86 |
| Leo Beenhakker     | 1986–89, 1992                |
| John Toshack       | 1989–90, 1999                |
| Alfredo di Stéfano | 1990–91                      |
| Benito Floro Sanz  | 1992–94                      |
| Jorge Valdano      | 1994–96                      |
| Jupp Heynckes      | 1997–98                      |
| Guus Hiddink       | 1998–99                      |
| Del Bosque         | 1999-2003                    |
| Carlos Queiroz     | 2003–04                      |
| Fabio Capello      | 1996-97, 2006–07             |
| Bernd Schuster     | 2007–08                      |
| José Mourinho      | 2010–2013                    |
| Rafael Benítez     | 2015–2016                    |
| Zinédine Zidane    | 2016–2018                    |
| Julen Lopetegui    | 2018                         |
| Santiago Solari    | 2018–2019                    |
| Zinédine Zidane    | 2019–2021                    |
| Carlo Ancelotti    | 2013–2015, 2021–2025         |
| Xabi Alonso        | 2025–nay                     |

## Các đối thủ cùng thành phố Madrid
Ba câu lạc bộ khác cùng thành phố là Atlético Madrid, Getafe, và Rayo Vallecano đều đang thi đấu tại La Liga.